# Bahnstrecke Plauen–Cheb
| Ausschnitt aus der Streckenkarte Sachsens 1911 | |                                                            |                                                            |
| Streckennummer (DB): | 6270; sä. PE |                                                            |                                                            |
| Kursbuchstrecke (DB): | 544 |                                                            |                                                            |
| Kursbuchstrecke (SŽ): | 147 |                                                            |                                                            |
| Kursbuchstrecke: | 144a (1934) 144b (Franzensbad (Františkovy Lázně) – Eger (Cheb) 1934) 172 (Plauen (Vogtl) ob Bf – Radiumbad Brambach 1946) 470 (Plauen–Bad Brambach 1968) |                                                            |                                                            |
| Streckenlänge: | 73,938 km |                                                            |                                                            |
| Spurweite: | 1435 mm (Normalspur) |                                                            |                                                            |
| Stromsystem: | Vojtanov–Cheb: 25 kV, 50 Hz ~ |                                                            |                                                            |
| Maximale Neigung: | 17 ‰ |                                                            |                                                            |
| Minimaler Radius: | 182 m |                                                            |                                                            |
| Streckengeschwindigkeit: | 100 km/h |                                                            |                                                            |
| Zweigleisigkeit: | Pirk–Adorf; Raun–Bad Brambach |                                                            |                                                            |
| | |                                                            |                                                            |
| \| \| \| von Leipzig Bayer Bf \| \| \| \| 0,400 \| Plauen (Vogtl) ob Bf \| 407 m \| \| \| \| nach Hof Hbf \| \| \| \| 1,850 \| Syratalviadukt (210 m) \| Syratalviadukt (210 m) \| \| \| 2,814 \| Plauen (Vogtl) West \| 386 m \| \| \| 5,983 \| Plauen (Vogtl)-Straßberg \| Plauen (Vogtl)-Straßberg \| \| \| 6,165 \| Rosenbachbrücke (88 m) \| Rosenbachbrücke (88 m) \| \| \| 7,670 \| Kürbitz \| 352 m \| \| \| \| von Gera Süd \| \| \| \| 9,450 \| Weischlitz \| 355 m \| \| \| 12,397 \| Weiße Elster \| Weiße Elster \| \| \| \| Elstertalbrücke Pirk (Bundesautobahn 72) \| \| \| \| 13,395 \| Pirk \| 368 m \| \| \| 13,877 \| Weiße Elster \| Weiße Elster \| \| \| \| von Herlasgrün \| \| \| \| 19,831 \| Oelsnitz (Vogtl) \| 391 m \| \| \| 26,608 \| Hundsgrün \| 420 m \| \| \| 29,175 \| Rebersreuth \| 425 m \| \| \| 29,593 \| Weiße Elster \| Weiße Elster \| \| \| \| von Aš \| \| \| \| 33,137 \| Adorf (Vogtl) \| 444 m \| \| \| \| nach Chemnitz Hbf \| \| \| \| 35,952 \| Rauntalviadukt (111 m) \| Rauntalviadukt (111 m) \| \| \| 36,299 \| Bad Elster \| 473 m \| \| \| 39,580 \| Sohl \| 518 m \| \| \| 41,559 \| Raun \| 540 m \| \| \| 44,747 \| ehem. Staatsgrenze Deutschland–Tschechoslowakei (bis 1937) \| ehem. Staatsgrenze Deutschland–Tschechoslowakei (bis 1937) \| \| \| 45,284 \| ehem. Staatsgrenze Tschechoslowakei–Deutschland (bis 1937) \| ehem. Staatsgrenze Tschechoslowakei–Deutschland (bis 1937) \| \| \| 46,30 \| Scheitelpunkt \| 606 m \| \| \| 46,390 \| Bk Hengstberg \| Bk Hengstberg \| \| \| 47,614 \| Staatsgrenze Deutschland–Tschechien \| Staatsgrenze Deutschland–Tschechien \| \| \| 48,137 \| Staatsgrenze Tschechien–Deutschland \| Staatsgrenze Tschechien–Deutschland \| \| \| 48,900 \| Sanatorium Brambach \| Sanatorium Brambach \| \| \| 49,927 \| Bad Brambach \| 576 m \| \| \| 51,325 \| Staatsgrenze Deutschland–Tschechien \| Staatsgrenze Deutschland–Tschechien \| \| \| 51,850 \| Staatsgrenze Tschechien–Deutschland \| Staatsgrenze Tschechien–Deutschland \| \| \| 52,080 \| Staatsgrenze Deutschland–Tschechien \| Staatsgrenze Deutschland–Tschechien \| \| \| 53,550 \| Plesná früher Fleißen (Böhm) \| 545 m \| \| \| 55,525 \| Staatsgrenze Tschechien–Deutschland \| Staatsgrenze Tschechien–Deutschland \| \| \| 57,269 \| Schönberg (b Bad Brambach) \| 530 m \| \| \| 59,459 \| Staatsgrenze Deutschland–Tschechien \| Staatsgrenze Deutschland–Tschechien \| \| \| 60,030 \| Vojtanov früher Voitersreuth \| 510 m \| \| \| \| von Oberkotzau \| \| \| \| 62,480 \| Abzw Schweinebeutel \| Abzw Schweinebeutel \| \| \| 63,280 \| Žírovice-Seníky bis 2008 Františkovy Lázně-Seníky \| Žírovice-Seníky bis 2008 Františkovy Lázně-Seníky \| \| \| 64,600 \| Antonienhöhe-Stöckermühle \| Antonienhöhe-Stöckermühle \| \| \| 67,150 \| Františkovy Lázně früher Franzensbad \| 448 m \| \| \| \| von Tršnice (vorm. BEB) \| \| \| \| 68,750 \| Františkovy Lázně-Aquaforum seit 2007 \| Františkovy Lázně-Aquaforum seit 2007 \| \| \| \| Moorbahn \| \| \| \| \| Schladabach \| \| \| \| 70,760 \| Bk Lehenstein \| Bk Lehenstein \| \| \| ~73,20 \| Egerviadukt (348 m), Eger \| Egerviadukt (348 m), Eger \| \| \| \| von Chomutov (vorm. BEB) \| \| \| \| 74,335 \| Cheb früher Eger \| 463 m \| \| \| \| nach Nürnberg Hbf \| \| \| \| \| nach Plzeň (–Wien FJB) (vorm. KFJB) \| \| \| \| \| nach Wiesau (Oberpf) (vorm. Bayerische Ostbahnen) \| \| | |                                                            |                                                            |
| Strecke | | von Leipzig Bayer Bf                                       | von Leipzig Bayer Bf                                       |
| Bahnhof | 0,400 | Plauen (Vogtl) ob Bf                                       | 407 m                                                      |
| Abzweig geradeaus und nach rechts | | nach Hof Hbf                                               | nach Hof Hbf                                               |
| Brücke | 1,850 | Syratalviadukt (210 m)                                     | Syratalviadukt (210 m)                                     |
| Haltepunkt / Haltestelle | 2,814 | Plauen (Vogtl) West                                        | 386 m                                                      |
| Haltepunkt / Haltestelle | 5,983 | Plauen (Vogtl)-Straßberg                                   | Plauen (Vogtl)-Straßberg                                   |
| Brücke | 6,165 | Rosenbachbrücke (88 m)                                     | Rosenbachbrücke (88 m)                                     |
| Haltepunkt / Haltestelle | 7,670 | Kürbitz                                                    | 352 m                                                      |
| Abzweig geradeaus und von links | | von Gera Süd                                               | von Gera Süd                                               |
| Bahnhof | 9,450 | Weischlitz                                                 | 355 m                                                      |
| Brücke über Wasserlauf | 12,397 | Weiße Elster                                               | Weiße Elster                                               |
| Strecke mit Straßenbrücke | | Elstertalbrücke Pirk (Bundesautobahn 72)                   | Elstertalbrücke Pirk (Bundesautobahn 72)                   |
| Haltepunkt / Haltestelle | 13,395 | Pirk                                                       | 368 m                                                      |
| Brücke über Wasserlauf | 13,877 | Weiße Elster                                               | Weiße Elster                                               |
| Abzweig geradeaus und ehemals von links | | von Herlasgrün                                             | von Herlasgrün                                             |
| Bahnhof | 19,831 | Oelsnitz (Vogtl)                                           | 391 m                                                      |
| Haltepunkt / Haltestelle | 26,608 | Hundsgrün                                                  | 420 m                                                      |
| ehemaliger Haltepunkt / Haltestelle | 29,175 | Rebersreuth                                                | 425 m                                                      |
| Brücke über Wasserlauf | 29,593 | Weiße Elster                                               | Weiße Elster                                               |
| Abzweig geradeaus und ehemals von rechts | | von Aš                                                     | von Aš                                                     |
| Bahnhof | 33,137 | Adorf (Vogtl)                                              | 444 m                                                      |
| Abzweig geradeaus und nach links | | nach Chemnitz Hbf                                          | nach Chemnitz Hbf                                          |
| Brücke | 35,952 | Rauntalviadukt (111 m)                                     | Rauntalviadukt (111 m)                                     |
| Haltepunkt / Haltestelle | 36,299 | Bad Elster                                                 | 473 m                                                      |
| Haltepunkt / Haltestelle | 39,580 | Sohl                                                       | 518 m                                                      |
| Haltepunkt / Haltestelle | 41,559 | Raun                                                       | 540 m                                                      |
| ehemalige Grenze | 44,747 | ehem. Staatsgrenze Deutschland–Tschechoslowakei (bis 1937) | ehem. Staatsgrenze Deutschland–Tschechoslowakei (bis 1937) |
| ehemalige Grenze | 45,284 | ehem. Staatsgrenze Tschechoslowakei–Deutschland (bis 1937) | ehem. Staatsgrenze Tschechoslowakei–Deutschland (bis 1937) |
| Kulminations-/Scheitelpunkt | 46,30 | Scheitelpunkt                                              | 606 m                                                      |
| ehemalige Blockstelle | 46,390 | Bk Hengstberg                                              | Bk Hengstberg                                              |
| Grenze | 47,614 | Staatsgrenze Deutschland–Tschechien                        | Staatsgrenze Deutschland–Tschechien                        |
| Grenze | 48,137 | Staatsgrenze Tschechien–Deutschland                        | Staatsgrenze Tschechien–Deutschland                        |
| ehemaliger Haltepunkt / Haltestelle | 48,900 | Sanatorium Brambach                                        | Sanatorium Brambach                                        |
| Bahnhof | 49,927 | Bad Brambach                                               | 576 m                                                      |
| Grenze | 51,325 | Staatsgrenze Deutschland–Tschechien                        | Staatsgrenze Deutschland–Tschechien                        |
| Grenze | 51,850 | Staatsgrenze Tschechien–Deutschland                        | Staatsgrenze Tschechien–Deutschland                        |
| Grenze | 52,080 | Staatsgrenze Deutschland–Tschechien                        | Staatsgrenze Deutschland–Tschechien                        |
| Haltepunkt / Haltestelle | 53,550 | Plesná früher Fleißen (Böhm)                               | 545 m                                                      |
| Grenze | 55,525 | Staatsgrenze Tschechien–Deutschland                        | Staatsgrenze Tschechien–Deutschland                        |
| ehemaliger Haltepunkt / Haltestelle | 57,269 | Schönberg (b Bad Brambach)                                 | 530 m                                                      |
| Grenze | 59,459 | Staatsgrenze Deutschland–Tschechien                        | Staatsgrenze Deutschland–Tschechien                        |
| Bahnhof | 60,030 | Vojtanov früher Voitersreuth                               | 510 m                                                      |
| Abzweig geradeaus und von rechts | | von Oberkotzau                                             | von Oberkotzau                                             |
| ehemalige Blockstelle | 62,480 | Abzw Schweinebeutel                                        | Abzw Schweinebeutel                                        |
| Haltepunkt / Haltestelle | 63,280 | Žírovice-Seníky bis 2008 Františkovy Lázně-Seníky          | Žírovice-Seníky bis 2008 Františkovy Lázně-Seníky          |
| ehemaliger Haltepunkt / Haltestelle | 64,600 | Antonienhöhe-Stöckermühle                                  | Antonienhöhe-Stöckermühle                                  |
| Bahnhof | 67,150 | Františkovy Lázně früher Franzensbad                       | 448 m                                                      |
| Abzweig geradeaus und nach links | | von Tršnice (vorm. BEB)                                    | von Tršnice (vorm. BEB)                                    |
| Haltepunkt / Haltestelle | 68,750 | Františkovy Lázně-Aquaforum seit 2007                      | Františkovy Lázně-Aquaforum seit 2007                      |
| Kreuzung Anfang Hochstrecke | | Moorbahn                                                   | Moorbahn                                                   |
| Strecke unter Wasserlauf Ende Hochstrecke | | Schladabach                                                | Schladabach                                                |
| ehemalige Blockstelle | 70,760 | Bk Lehenstein                                              | Bk Lehenstein                                              |
| Brücke über Wasserlauf | ~73,20 | Egerviadukt (348 m), Eger                                  | Egerviadukt (348 m), Eger                                  |
| Abzweig geradeaus und von links | | von Chomutov (vorm. BEB)                                   | von Chomutov (vorm. BEB)                                   |
| Bahnhof | 74,335 | Cheb früher Eger                                           | 463 m                                                      |
| Abzweig geradeaus und nach rechts | | nach Nürnberg Hbf                                          | nach Nürnberg Hbf                                          |
| Abzweig ehemals geradeaus und nach links | | nach Plzeň (–Wien FJB) (vorm. KFJB)                        | nach Plzeň (–Wien FJB) (vorm. KFJB)                        |
| Strecke (außer Betrieb) | | nach Wiesau (Oberpf) (vorm. Bayerische Ostbahnen)          | nach Wiesau (Oberpf) (vorm. Bayerische Ostbahnen)          |

Die Bahnstrecke Plauen–Cheb ist eine teilweise zweigleisige Hauptbahn in Sachsen und Tschechien, die ursprünglich von den Königlich Sächsischen Staatseisenbahnen erbaut und betrieben wurde. Sie verläuft von Plauen über Weischlitz, Adorf/Vogtl., Bad Brambach und Františkovy Lázně (Franzensbad) nach Cheb (Eger).

## Geschichte

### Vorgeschichte und Bau

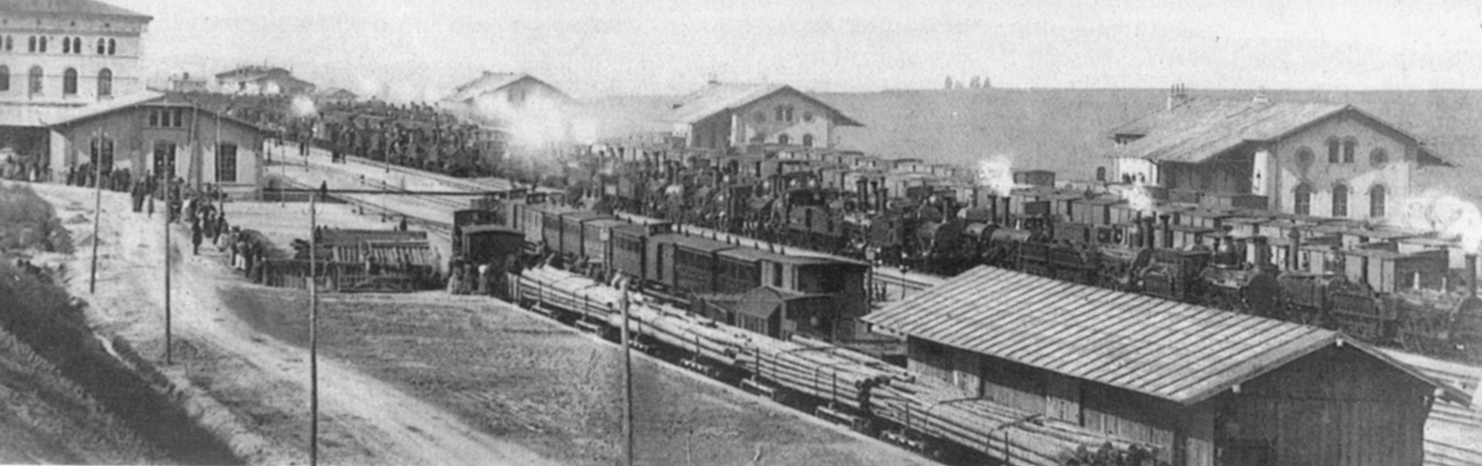
Geflüchtete sächsische Lokomotiven in Eger während des Deutschen Krieges von 1866

Ihren Ursprung hat die heutige Hauptbahn Plauen–Cheb in der schon am 1. November 1865 eröffneten Voigtländischen Staatseisenbahn von Herlasgrün über Falkenstein/Vogtl. und Oelsnitz nach Eger.
Schon vorher war eine direkte, von Plauen ausgehende Trasse nach Böhmen geplant worden, die dann doch noch realisiert wurde. Im Mai 1868 wurde der Bahnbau von der Ersten Kammer des Sächsischen Landtags genehmigt, aber erst im Folgejahr wurde mit den Vorarbeiten begonnen. Im Oktober 1871 begann der Bau der Trasse von Plauen nach Oelsnitz. Um den Höhenunterschied von der Bahnstrecke Leipzig–Hof (Sächsisch-Bayerische Eisenbahn) ins Tal der Weißen Elster zu bewältigen, war eine am Talhang gelegene Trassierung notwendig, die umfangreiche Erdarbeiten nötig machte. Im Stadtgebiet von Plauen wurde über das Syratal ein größerer Gewölbeviadukt errichtet. Am 1. November 1874 wurde die zweigleisig errichtete Strecke eröffnet. Allerdings wurde der Bau wesentlich teurer als geplant, statt der veranschlagten 1,75 Millionen Taler kostete er rund 2,35 Millionen Taler. Der Streckenabschnitt Oelsnitz–Brambach war schon bis 1872 zweigleisig ausgebaut worden, auf dem Teilstück Brambach–Voitersreuth wurde der zweigleisige Betrieb 1877 aufgenommen.

### Im Betrieb der Königlich Sächsischen Staatseisenbahnen
Die Strecke Plauen–Eger entwickelte sich vor allem für den Verkehr aus Mitteldeutschland und Thüringen zur wichtigsten Eisenbahnverbindung nach Böhmen. Auch die Schnellzüge Dresden–München nutzten die Trasse über Eger nach Süden, da sie kürzer als der alte Weg über Hof war.

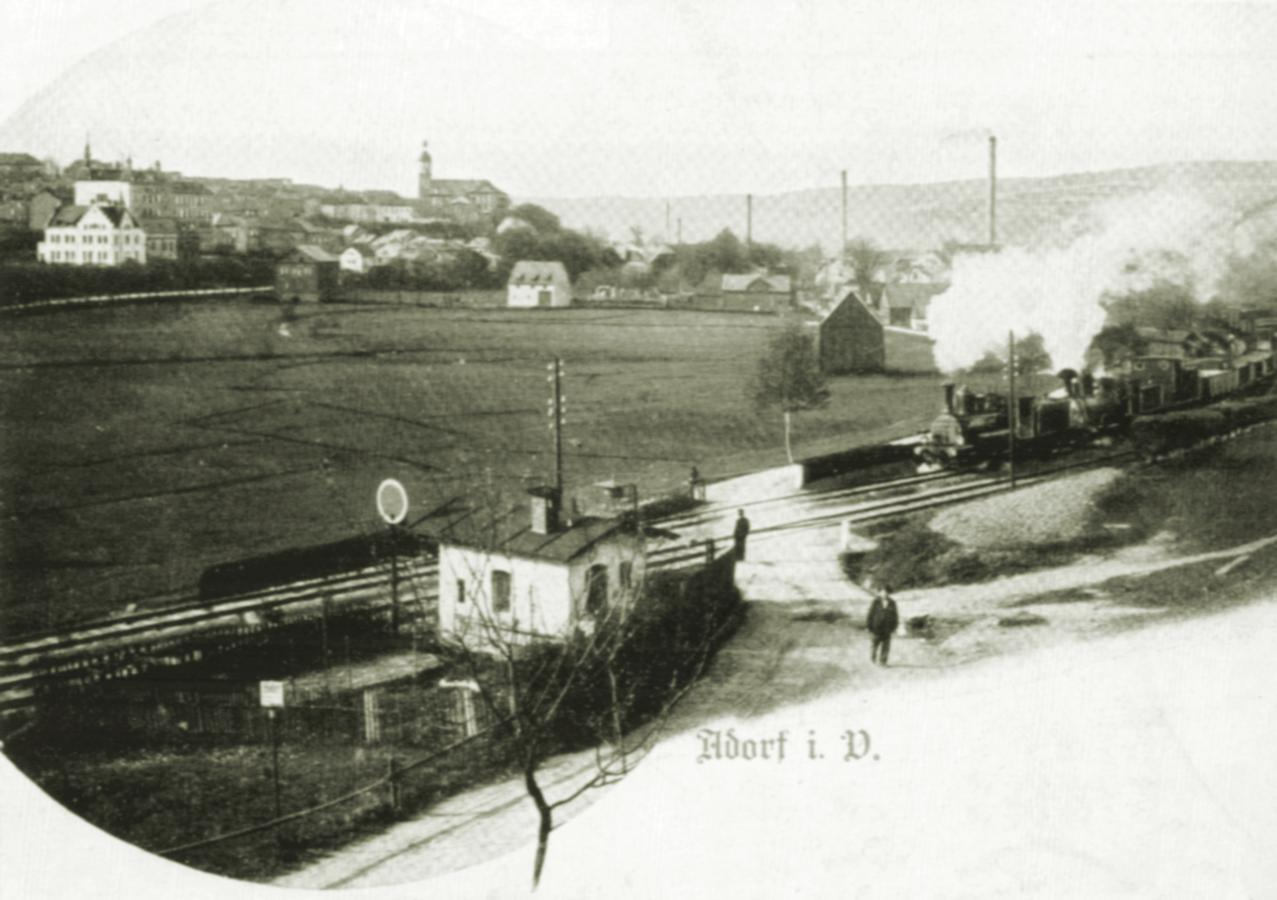
Bahnübergang bei Jugelsburg kurz nach Adorf, 1904

Bei Rebersreuth kam es am 23. Juli 1899 zu einem schweren Eisenbahnunfall. Auf dem Bahnhof Bad Elster löste sich eine Wagengruppe und stieß mit einem bergwärts fahrenden Güterzug zusammen. Die Aufräumarbeiten dauerten eine Woche.
Auch nach dem Ersten Weltkrieg und der Gründung der Tschechoslowakei verblieb die Strecke zur Gänze im Bestand der Königlich Sächsischen Staatseisenbahnen bzw. der Deutschen Reichsbahn als deren Nachfolger.

### Nach Gründung der Deutschen Reichsbahn
Infolge eines Gebietstausches gemäß Staatsvertrag vom 27. September 1935 fiel im Jahr 1937 das bis dahin tschechoslowakische Staatsgebiet zwischen den Streckenkilometern 44,747 und 45,284 an das Deutsche Reich. Die ehemals böhmische Niederreuther Halbenklave und mit ihr rund 500 Meter Streckenlänge gehören seither zum sächsischen Raun.
Da zwischen Pirk und Oelsnitz ein Teil der Trasse nördlich der Weißen Elster innerhalb der Staufläche der Talsperre Pirk lag, wurde 1937/38 dieses Streckenstück etwas südlich von der im Bau befindlichen Talsperre neu trassiert.
Nach dem Anschluss des Sudetenlandes an das Deutsche Reich im Herbst 1938 wurde auch der bislang eingleisige Abschnitt von Voitersreuth nach Franzensbad auf zweigleisigen Betrieb umgestellt.

### Im Zweiten Weltkrieg
Ab 1944 wurde Plauen das Ziel alliierter Luftangriffe. Da davon auch der Bahnhof Plauen (Vogtl) ob Bf betroffen war, beeinträchtigte dies den Verkehr auf der Bahnstrecke erheblich. Am 8. April 1945 wurde der Bahnhof Eger von einem schweren Angriff getroffen, so dass dort der Zugverkehr nicht mehr möglich war. Am 12. April 1945 wurde auch das Egerviadukt durch Bombentreffer schwer beschädigt. Ende April 1945 kam der Zugverkehr völlig zum Erliegen. Anschließend richtete die Wehrmacht weitere Zerstörungen an, unter anderem wurde die Überführung der Hofer Straße in Oelsnitz gesprengt, verschiedene Lokomotiven wurden unbrauchbar gemacht.

### Nach dem Zweiten Weltkrieg
Nach dem Zweiten Weltkrieg wurde die Strecke recht schnell wieder instand gesetzt, so verkehrten bereits am 18. Mai 1945 wieder die ersten Züge zwischen Adorf und Bad Elster.

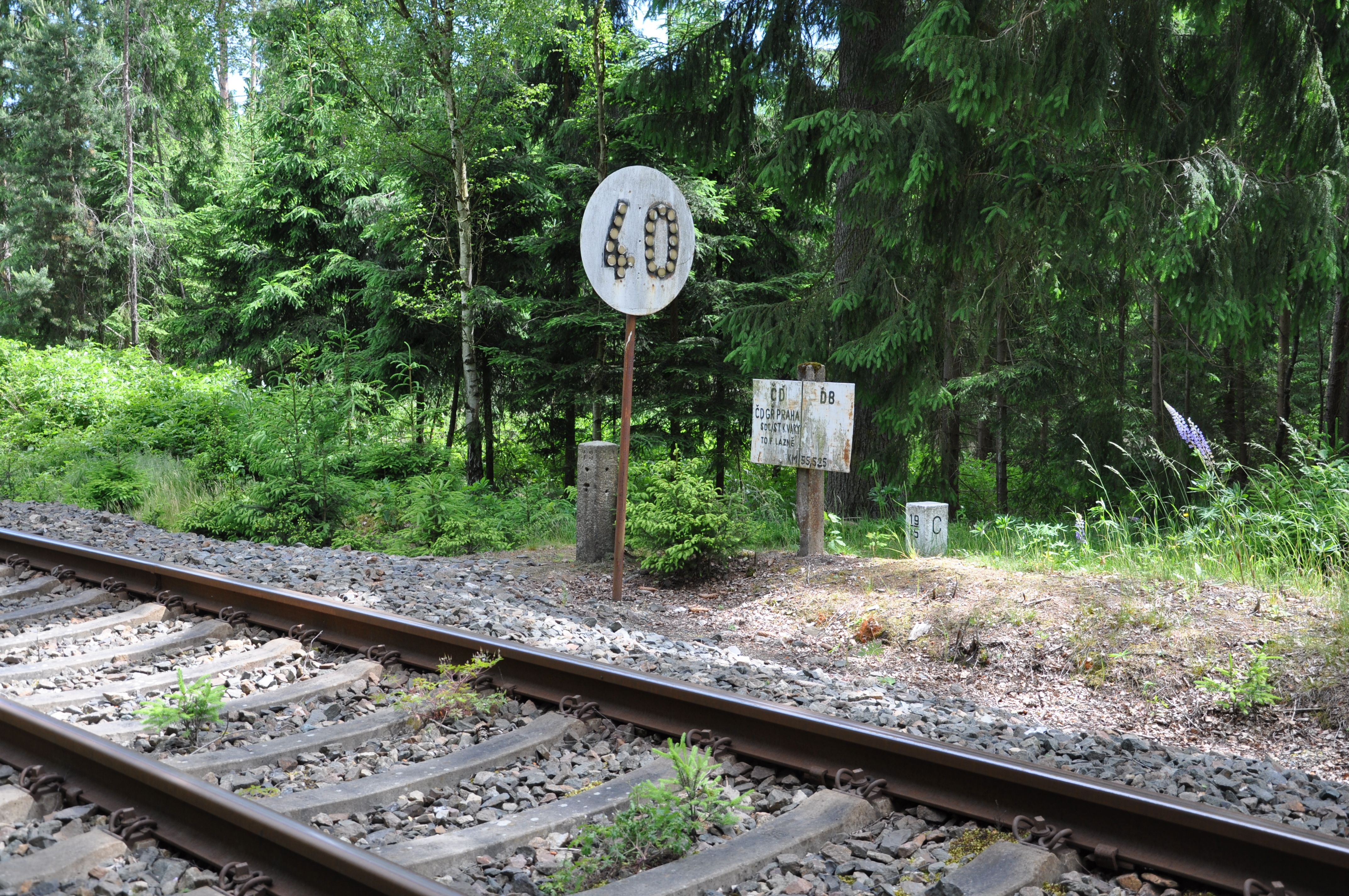
Staatsgrenze und Infrastrukturgrenze zwischen Plesná und Schönberg (2017)

Am 9. Juli 1945 gingen die auf tschechoslowakischem Staatsgebiet gelegenen Streckenabschnitte entschädigungslos an die Tschechoslowakischen Staatsbahnen (ČSD) über. Auf deutschem Gebiet verlor die Strecke im Rahmen der Reparationsleistungen an die Sowjetunion 1946 ihr zweites Gleis. Zwischen Františkovy Lázně und Cheb war die Strecke noch wegen des zerstörten Egerviadukts unterbrochen. Sämtlicher Zugverkehr in diesem Abschnitt musste über die Bahnstrecke Tršnice–Františkovy Lázně abgewickelt werden. Am 19. Mai 1951 war die Brücke wiederhergestellt. In diesem Jahr wurde auch der Abschnitt Bad Brambach–Vojtanov auf ein Gleis zurückgebaut. Den im tschechoslowakischen Streckenabschnitt gelegenen Bahnhof Plesná (früher Fleißen) bedienten die ČSD nach 1945 mit Binnenverkehrszügen ab Cheb. Auf dem deutschen Streckenabschnitt bei Schönberg wurde dafür ein privilegierter Eisenbahndurchgangsverkehr (PED) eingerichtet. Der Haltepunkt Schönberg (b Bad Brambach), dessen Bedienung ebenfalls einen PED erfordert hätte, ging nach Kriegsende nicht wieder in Betrieb.
Erst ab 1955 fand wieder grenzüberschreitender Reisezugverkehr statt. Berühmtheit erlangte die später mit Schnelltriebwagen der Baureihe VT 18.16 geführte Expresszugverbindung Karlex von Berlin nach Karlsbad. Zuvor war der Zug auch mit Dampflokomotiven der Baureihe 75.5 bespannt worden.
Im Güterverkehr erhielt die Strecke bald wieder ihre alte Bedeutung. Die ČSD bauten den Bahnhof Vojtanov schrittweise zu einem leistungsfähigen Grenzbahnhof aus. Anfang der 1980er Jahre wurde der tschechoslowakische Streckenabschnitt mit der in Nordwestböhmen üblichen Fahrleitungsspannung von 25 kV bei 50 Hz elektrifiziert. Am 17. Oktober 1983 wurde der elektrische Betrieb zwischen Vojtanov und Cheb aufgenommen. Die Deutsche Reichsbahn begann in den 1970er Jahren mit dem Wiederaufbau des zweiten Gleises im deutschen Abschnitt. Seit Ende der 1980er Jahre sind die Abschnitte Pirk–Adorf und Raun–Bad Brambach wieder zweigleisig in Betrieb.

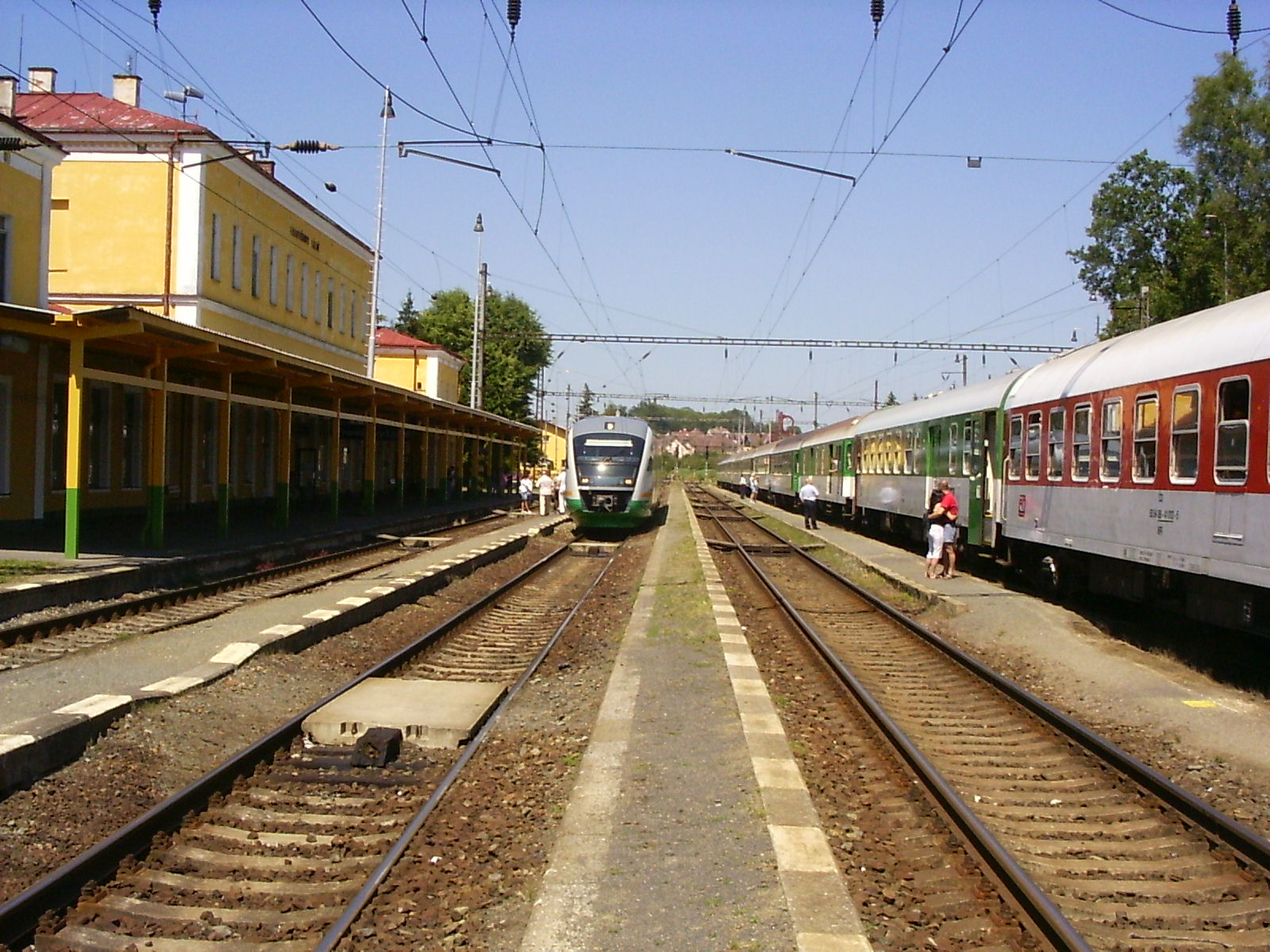
Bahnhof Františkovy Lázně mit Zug der Vogtlandbahn (2006)

Seit 1997 betreibt die Vogtlandbahn den Nahverkehr der Relation Zwickau–Bad Brambach. Seit 2000 verkehren die Züge der Vogtlandbahn bis Cheb und bedienen auch im tschechischen Abschnitt alle Unterwegsbahnhöfe. Dabei sind die ČD zwischen Plesná und Cheb das verantwortliche Eisenbahnverkehrsunternehmen, wobei das Personal im Bahnhof Vojtanov wechselt. Das morgendliche Zugpaar montags bis freitags von Cheb nach Plesná und zurück wird durchgehend von ČD-Personal gefahren.
2004/05 wurde das Teilstück Františkovy Lázně–Cheb von den ČD saniert.
Bis zur Betriebsaufnahme der S-Bahn Mitteldeutschland im Dezember 2013 verkehrten Regional-Expresszüge der Deutschen Bahn von Leipzig bis Adorf/Vogtl. Seit Einstellung des „Karlex“ Mitte der 1990er Jahre gibt es auf der Bahnstrecke Plauen–Cheb keinen höherwertigen Zugverkehr mehr.
Heute wird die Strecke hauptsächlich für den Regionalverkehr genutzt. Grenzüberschreitend verkehren seit Dezember 2012 nur noch fünf Zugpaare in der Relation Zwickau Zentrum – Plauen – Bad Brambach – Cheb (Eger) und zurück der Vogtlandbahn-Linie RB2. Sie werden durch zusätzliche Züge zwischen Plauen und Adorf bzw. Bad Brambach verstärkt. Zwischen Plauen ob Bf und Adorf (Vogtl) verkehren im Fahrplanjahr 2019/20 zehn Personenzugpaare. Im Güterverkehr hat die Strecke an Bedeutung verloren. Es erfolgen noch Holz- und Stahlrollenverladungen in Oelsnitz. Grenzüberschreitend verkehren nur noch gelegentlich Güterzüge.
Nach einem Unwetter am 24. Mai 2018 war die Strecke zwischen Oelsnitz und Adorf wegen Schäden am Bahnkörper bis 5. Oktober 2018 voll gesperrt. Für die ausfallenden Reisezüge war Schienenersatzverkehr eingerichtet.

## Ausblick
Im Zusammenhang mit dem Bau des City-Tunnels in Leipzig (welcher im Regelverkehr nicht von Dieselzügen befahren werden darf) wird schon seit längerem eine durchgehende Elektrifizierung und ein zweigleisiger Ausbau gefordert, um zukünftig wieder umsteigefreien Reisezugverkehr zwischen Leipzig und dem oberen Vogtland zu ermöglichen.
Der zweigleisige Ausbau des Streckenabschnitts Plauen–Bad Brambach–Staatsgrenze sowie die Schließung der Elektrifizierungslücke Plauen–Vojtanov sind als raumordnerisches Ziel im Landesentwicklungsplan Sachsen 2013 festgeschrieben. Als Begründung wird insbesondere der Güterverkehr zwischen Norddeutschland und der Tschechischen Republik herangezogen – insbesondere als vergleichsweise kurzfristige Kapazitätsreserve zur Entlastung der Elbtalstrecke Dresden–Děčín. Vorteil der Strecke über Bad Brambach gegenüber der Alternative Plauen–Hof–Selb-Plößberg–Cheb sei die kürzere Fahrstrecke zwischen Plauen (Vogtl) oberer Bahnhof und dem Bahnhof Cheb. Stand 2023 ist die hoch belastete Strecke durch das Elbsandsteingebirge (und damit durch den Nationalpark Sächsische Schweiz) die einzige elektrifizierte Verbindung von Tschechien nach Deutschland ohne den Umweg über andere Länder.
Ein nicht näher beschriebener Projektvorschlag „ABS Plauen – Bad Brambach – Grenze D/CZ (– Cheb)“ mit der Projektnummer 1-165 ist nicht in den Bundesverkehrswegeplan 2030 aufgenommen worden. Da ein Ausbau der Strecke keinen Nutzen für den überregionalen Güterverkehr generieren würde und auch weiterhin keine relevanten Nachfragepotenziale im Schienenpersonenfernverkehr erwartet werden, wurde der Projektvorschlag als nicht wirtschaftlich eingeschätzt und ist bereits in der Erstbewertung ausgeschieden. Der Urheber der Projektanmeldung sowie der angeregte Maßnahmeumfang sind nicht erkenntlich.
Die Nichtaufnahme des Projektvorschlags in den BVWP 2030 stellt das im Landesentwicklungsplan Sachsen 2013 verankerte Ausbauziel nicht grundsätzlich infrage. Es wurde 2019 in den Sächsischen Landesverkehrsplan 2030 aufgenommen. Sie bedeutet allerdings, dass der Bundesverkehrswegeplan 2030 und das darauf beruhende Bundesschienenwegeausbaugesetz als Finanzierungsquelle für einen eventuellen Ausbau der Strecke nicht in Frage kommen.
Im August 2018 gab das sächsische Wirtschaftsministerium für 214.000 Euro eine Machbarkeitsstudie zum Streckenausbau bei Dornier Consulting, Berlin in Auftrag.

## Streckenbeschreibung

### Verlauf

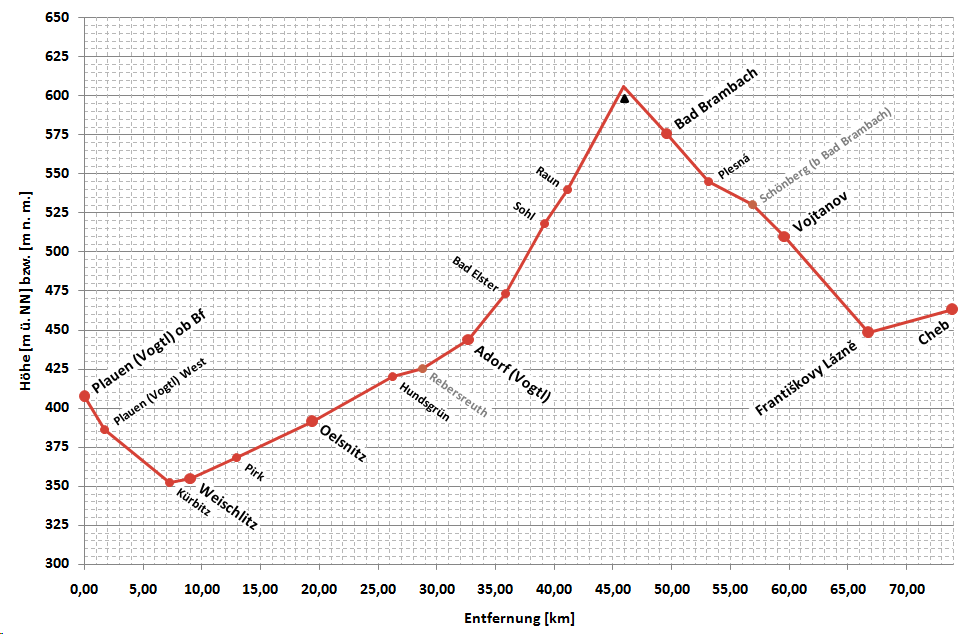
Vereinfachtes Höhenprofil der Strecke

In Plauen Vogtland oberer Bahnhof zweigt die Strecke von der Bahnstrecke Leipzig–Hof ab und passiert die Syratalbrücke, bevor sie den zum Haltepunkt zurückgebauten ehemaligen Bahnhof Plauen (Vogtl) West erreicht. Danach kommt Plauen (Vogtl)-Straßberg, der dritte von insgesamt sieben Bahnhöfen und Haltepunkten der ehemals kreisfreien Stadt. Am Haltepunkt Kürbitz läuft sie mit der Bahnstrecke Gera Süd–Weischlitz zusammen und parallel mit ihr bis zum Bahnhof Weischlitz. Sie folgt dem Flusslauf der Weißen Elster unter der Elstertalbrücke der Bundesautobahn 72. Ab dem Bahnhof Pirk ist die Strecke wieder zweigleisig ausgebaut. Über Oelsnitz/Vogtl. führt sie nach Adorf/Vogtl., wo die Bahnstrecke Chemnitz–Adorf der einstigen Chemnitz-Aue-Adorfer Eisenbahn-Gesellschaft abzweigt. Bei Bad Elster verlässt die Trasse das Elstertal und windet sich in vielen engen Bögen durch die Mittelgebirgslandschaft des Elstergebirges. Kurz vor Bad Brambach durchquert die Bahn erstmals tschechisches Territorium. Nach dem Bahnhof Bad Brambach überquert die Trasse erneut die Staatsgrenze, erreicht den tschechischen Bahnhof Plesná und führt danach auf der Südseite des Kapellenbergmassivs wieder auf deutsches Gebiet. In stetem Gefälle führt das Gleis in den tschechischen Grenzbahnhof Vojtanov. Ab Vojtanov ist die Strecke elektrifiziert. Kurz nach Vojtanov führt von rechts das Gleis der Strecke von Aš heran, die als Bahnstrecke Cheb–Oberkotzau erbaut wurde. Größere Bedeutung besitzt der Bahnhof des berühmten Kurbades Franzensbad, von dort bestehen direkte Schnellzugverbindungen nach Prag und weiter in die Slowakei. Kurz vor dem Bahnhof Cheb überquert die Strecke das imposante Egerviadukt, einst eine der größten Brückenbauten im Bereich der Königlich Sächsischen Staatseisenbahnen.

### Betriebsstellen
Plauen (Vogtl) ob Bf ⊙

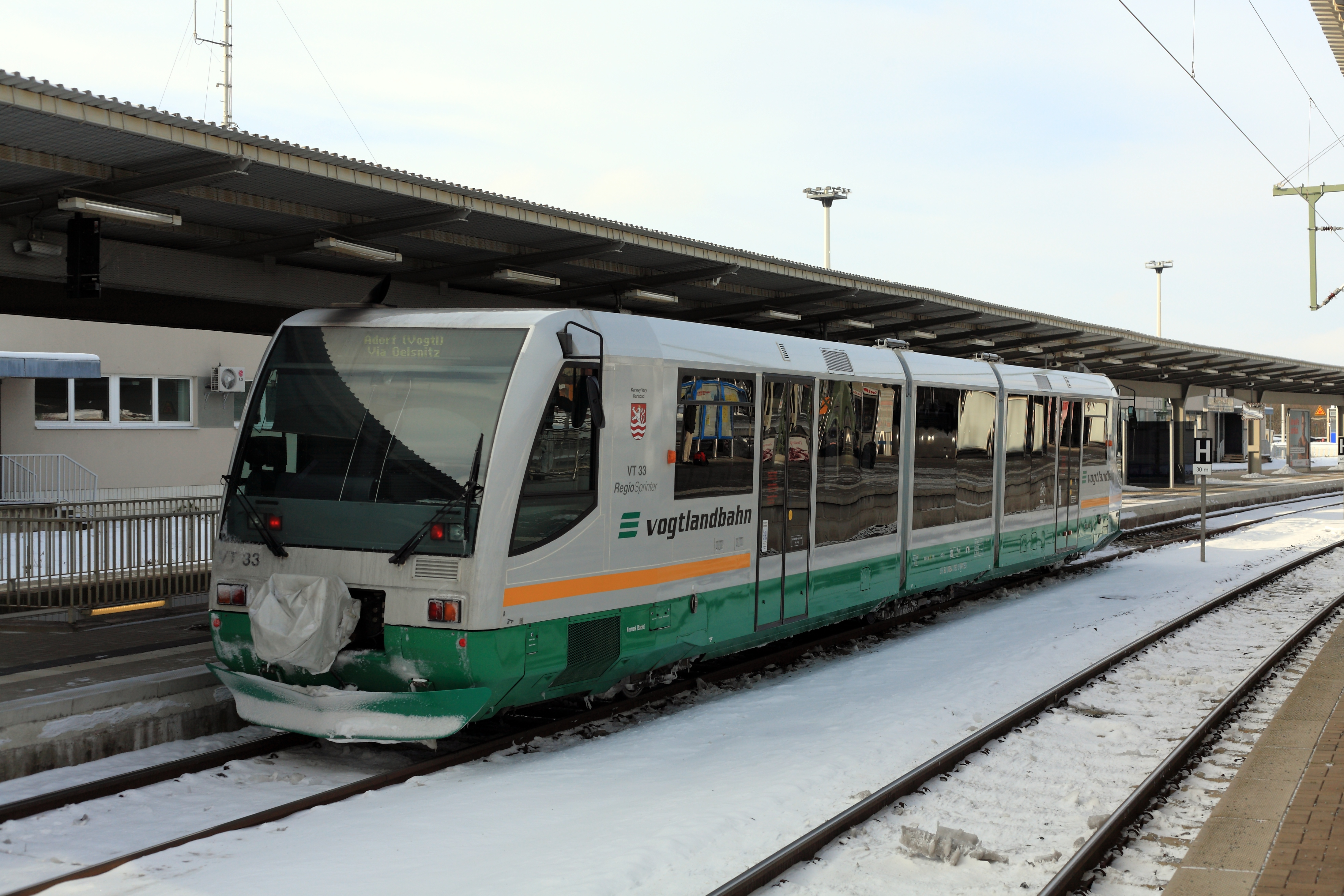
Vogtlandbahn-»Regiosprinter« im Bahnhof Plauen ob Bf

Plauen erhielt 1848 mit der Eröffnung des Teilstücks Plauen–Hof der Bahnstrecke Leipzig–Hof einen Eisenbahnanschluss. Zunächst wurden die Gleise nur nördlich des Empfangsgebäudes verlegt, erst mit dem Lückenschluss Plauen–Oelsnitz wurde der Bahnhof Plauen bis 1874 als Inselbahnhof umgebaut. Zugleich erhielt er 1875 den Zusatz oberer Bahnhof, da mit der Eröffnung der Bahnstrecke Gera Süd–Weischlitz die Stadt Plauen einen zweiten Bahnhof erhielt.
Wegen des gestiegenen Verkehrs wurde der Bahnhof bis zur Jahrhundertwende laufend ausgebaut, dennoch reichten die Anlagen kurz darauf nicht mehr aus. Ein 1913 beschlossener großer Bahnhofsumbau konnte durch den Ausbruch des Ersten Weltkriegs sowie später durch Geldmangel nie vollständig realisiert werden.
Am Ende des Zweiten Weltkriegs wurde die Station durch Luftangriffe stark zerstört, sodass die Anlagen bis in die 1970er Jahre von zahlreichen Provisorien gekennzeichnet war. Erst 1972 wurde mit der Eröffnung des neuen, markanten Empfangsgebäudes der letzte Kriegsschaden beseitigt.
Nach 1989/90 nahm die Bedeutung des Bahnhofs stark ab. Von den zahlreichen ehemaligen Fernverkehrsverbindungen ist nur noch die Verbindung Dresden–Nürnberg erhalten geblieben.
Plauen (Vogtl) West ⊙

Nordwestliche Ausfahrt des Bahnhofs Brambach, vor 1910

Die Station trug bislang vier verschiedene Namen:
- bis 30. April 1901: Neundorf i. V.
- bis 30. April 1908: Plauen-Neundorf i. V.
- bis 30. Juni 1911: Plauen i. V. Westbahnhof
- seit 1. Juli 1911: Plauen (Vogtl) West

Den Haltepunkt Neundorf i. V. gab es schon bei der Betriebseröffnung. An ein vorhandenes Bahnwärterhaus wurde 1875 eine hölzerne Wartehalle angebaut. Jahrelang stellte die namensgebende Gemeinde Neundorf Anträge zum Ausbau des Haltepunkts für den Güterverkehr, bis die Anlagen in den 1890er Jahren umgebaut wurden. Das Hauptgleis wurde angehoben, zwei neue Bahnsteige wurden gebaut und fast ein Kilometer Gleis mit fünf Weichen wurde verlegt. Am 1. August 1894 wurde die Station nach Abschluss der Bauarbeiten zum Bahnhof erhoben, damit war auch Güterverkehr möglich.
In den 1900er Jahren wurde wegen gestiegener Umschlagleistungen eine zweite Ladestraße gebaut. Vor dem Ersten Weltkrieg waren nochmals Erweiterungen nötig, da der Bahnhof Neundorf den oberen Plauener Bahnhof entlasten sollte. Am Ende umfasste der Bahnhof neun Gleise, vier Ladestraßen und mehrere private Lagerschuppen in der Nähe des Güterschuppens. Dem Personenverkehr diente ein Inselbahnsteig und das zweieinhalbgeschossige Empfangsgebäude, das fast mit dem in Pirk identisch war.
Nach dem Abbau des zweiten Streckengleises entfiel ein Bahnsteig. Zu DDR-Zeiten diente der Bahnhof vor allem dem Kohleumschlag. Neben zwei privaten Händlern wurde auch die sowjetische Garnison mit Brennstoff versorgt. Bis in die 1990er Jahre wurde dort Kohle entladen, zuletzt waren aber nur noch drei Gleise in Betrieb. 1997 wurde Plauen West zum unbesetzten Haltepunkt herabgestuft. Sämtliche noch vorhandenen Gleise wurden abgebaut, der Bahnsteig modernisiert und das Empfangsgebäude mit dem Bau einer Wartehalle funktionslos.
Plauen (Vogtl)-Straßberg ⊙

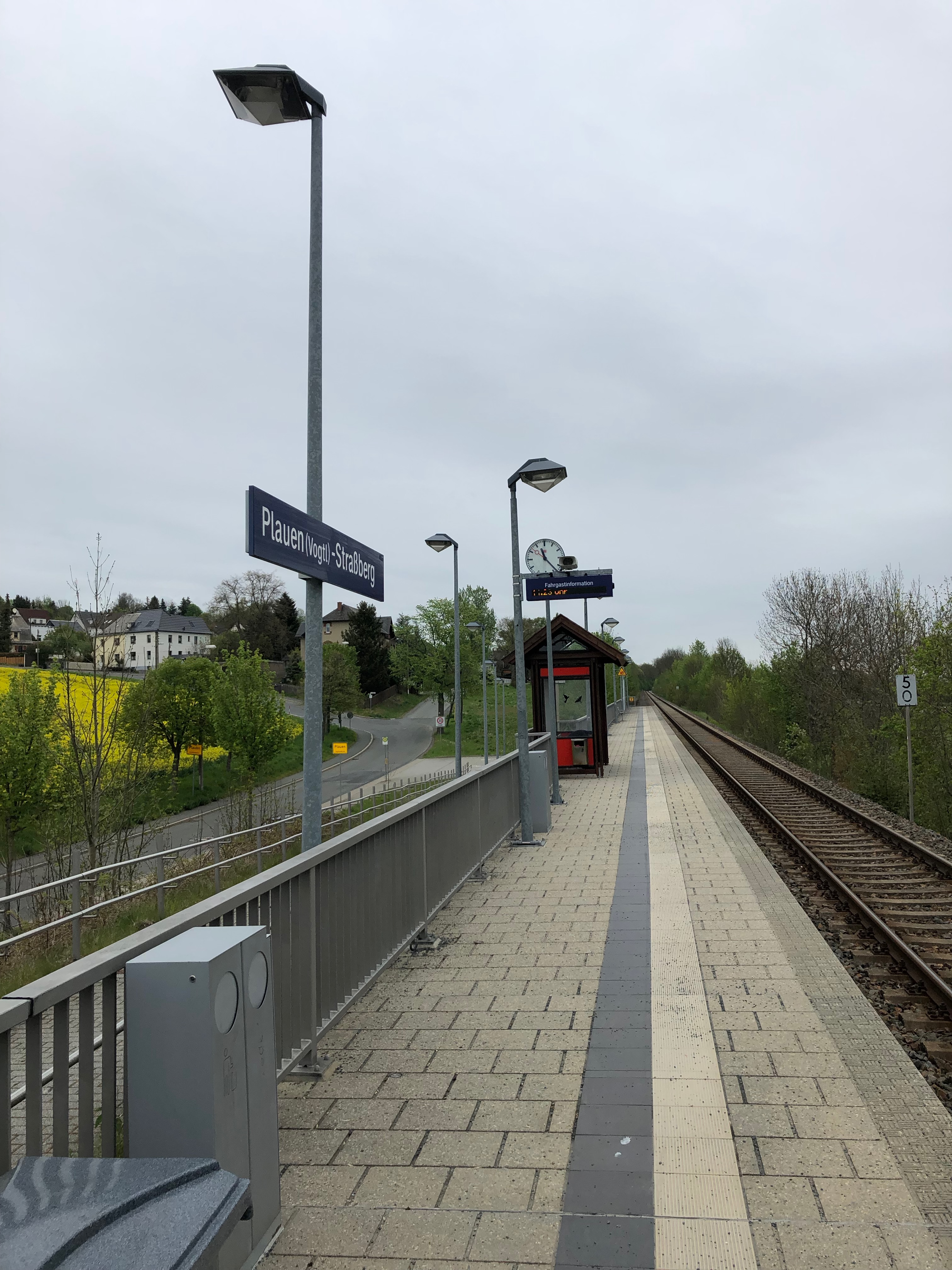
Haltepunkt Plauen (Vogtl)-Straßberg (2019)

Der Haltepunkt Plauen (Vogtl)-Straßberg wurde im Sommer 2004 in Betrieb genommen. Einzige Anlage ist ein 120 Meter langer Bahnsteig mit Wartehäuschen. Dieser Halt ist ein Bedarfshalt.
Kürbitz ⊙

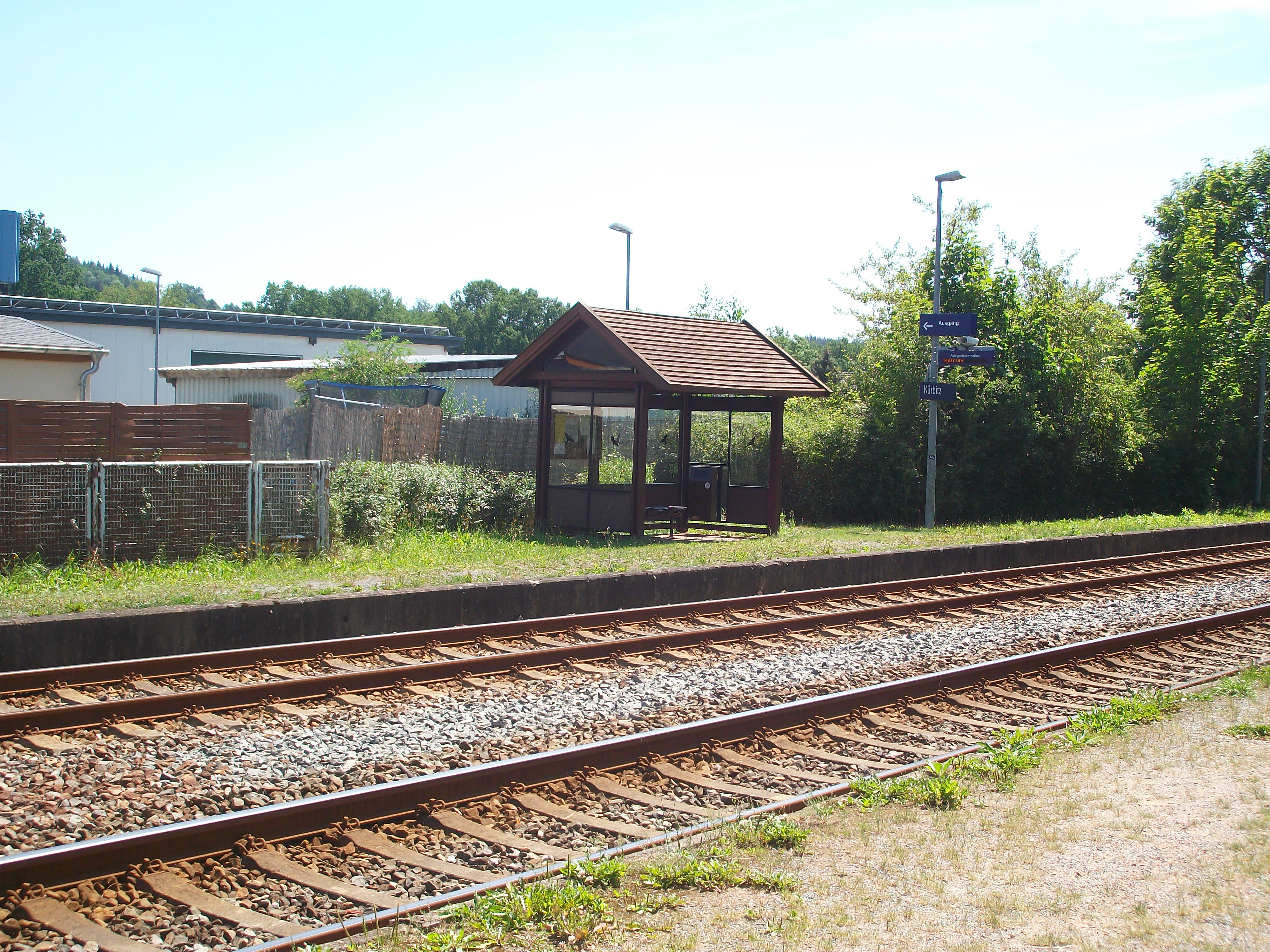
Haltepunkt Kürbitz, Wartehalle (2018)

Der Haltepunkt Kürbitz wurde 1875 zusammen mit der Bahnstrecke Gera-Pforten–Weischlitz in Betrieb genommen, auf Plauener Seite gab es allerdings keinen Bahnsteig. Nach dem Abbau des zweiten Streckengleises wurde auf dem freigewordenen Planum 1951 ein Bahnsteig für die Bahnstrecke Plauen–Eger eröffnet. Dieser Halt ist ein Bedarfshalt.
Weischlitz ⊙
Von Anfang an wurde der Bahnhof Weischlitz auf die Einbindung der Bahnstrecke Gera Süd–Weischlitz der privaten Sächsisch-Thüringischen Eisenbahngesellschaft ausgelegt. Die Privatbahn baute ihre Anlagen östlich der bestehenden Anlagen. Sie eröffnete ihren letzten Streckenabschnitt Plauen unt Bf–Weischlitz am 20. September 1875.
Auch nach der Übernahme der Sächsisch-Thüringischen Eisenbahngesellschaft durch den sächsischen Staat änderte sich an der Betriebssituation nichts. Die Züge nach Wolfsgefärth begannen und endeten weiterhin im östlichen Bahnhofsteil.
Um 1900 fanden größere Umbaumaßnahmen statt, danach blieb der Bahnhof im Wesentlichen bis zum Ende des Zweiten Weltkriegs unverändert. Nach dem Zweiten Weltkrieg wurden mit dem Abbau des zweiten Streckengleises als Reparationsleistung auch die Gleise innerhalb des Bahnhofs reduziert.
Insgesamt liegen im Bahnhof heute acht Gleise, sechs davon auf westlicher Seite. Dort befindet sich auch das Ladestraßengleis als einziges verbliebenes Gleis für den Güterverkehr.
Die durch die Sächsisch-Thüringische Eisenbahngesellschaft eingerichtete Lokstation mit dem denkmalgeschützten rechteckigen Heizhaus und einer später gebauten Drehscheibe blieb bis in die 1970er Jahre in Betrieb.

Bahnhof Weischlitz um 1910
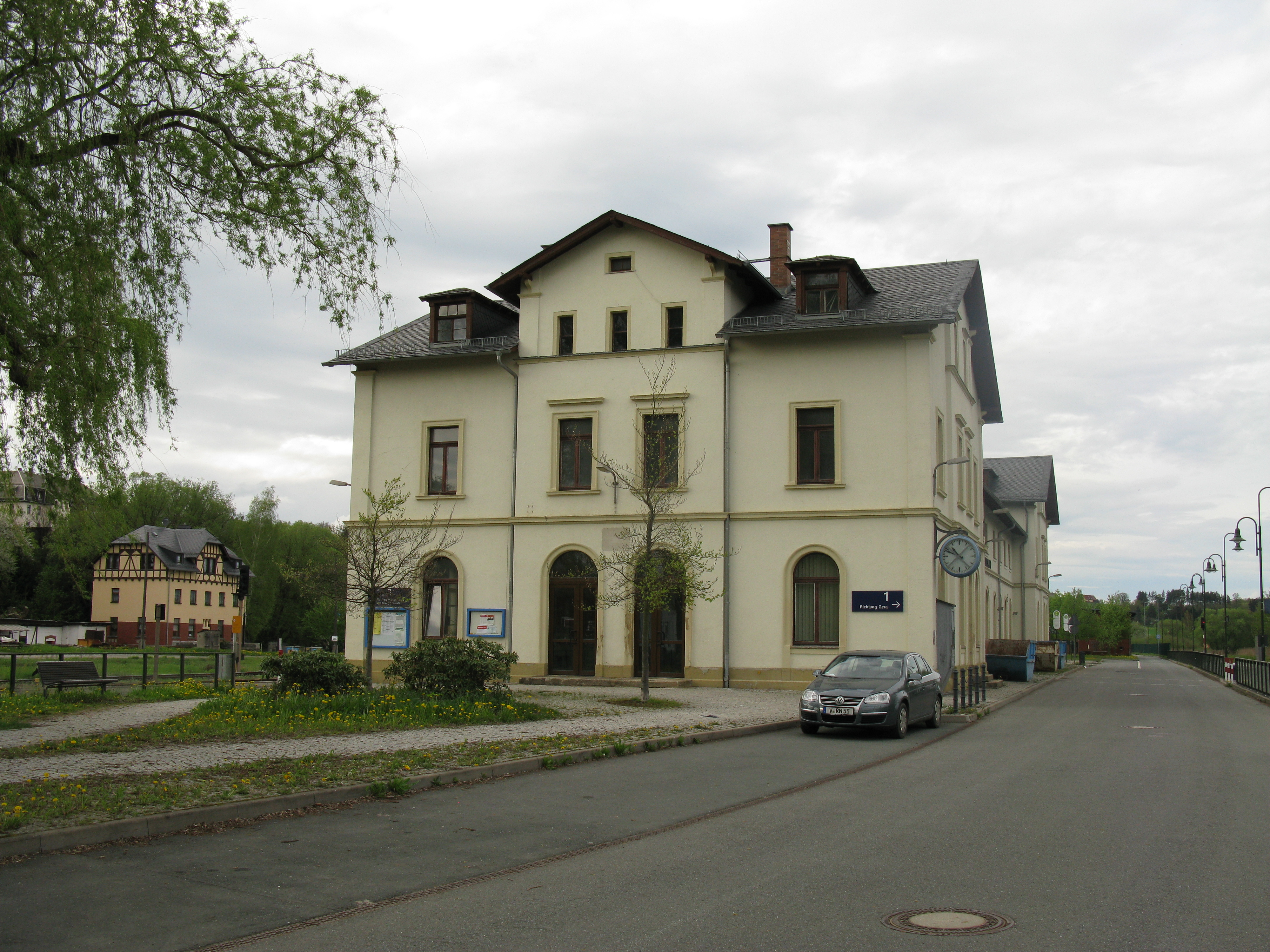
Empfangsgebäude (2013)
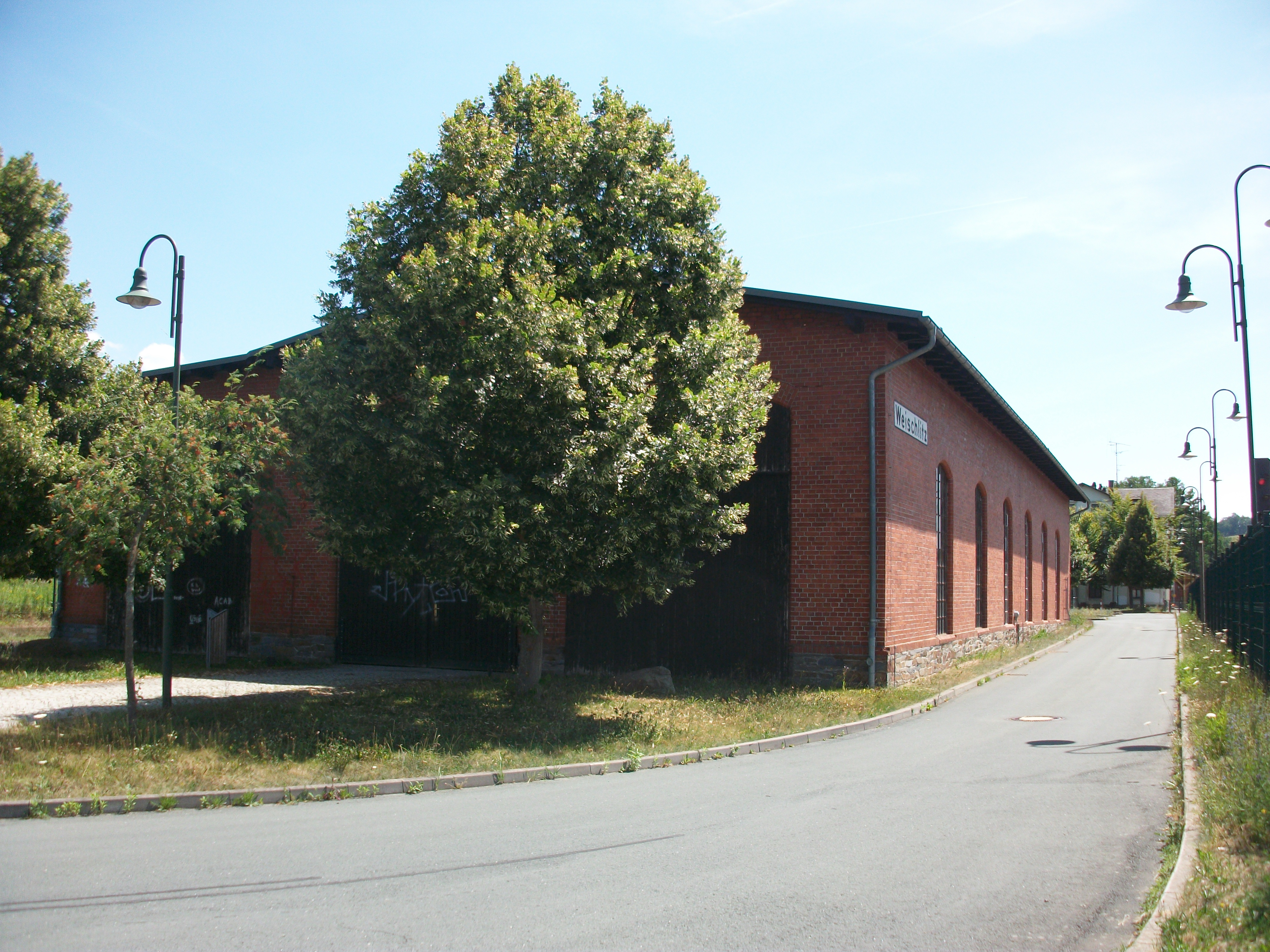
Lokschuppen (2018)
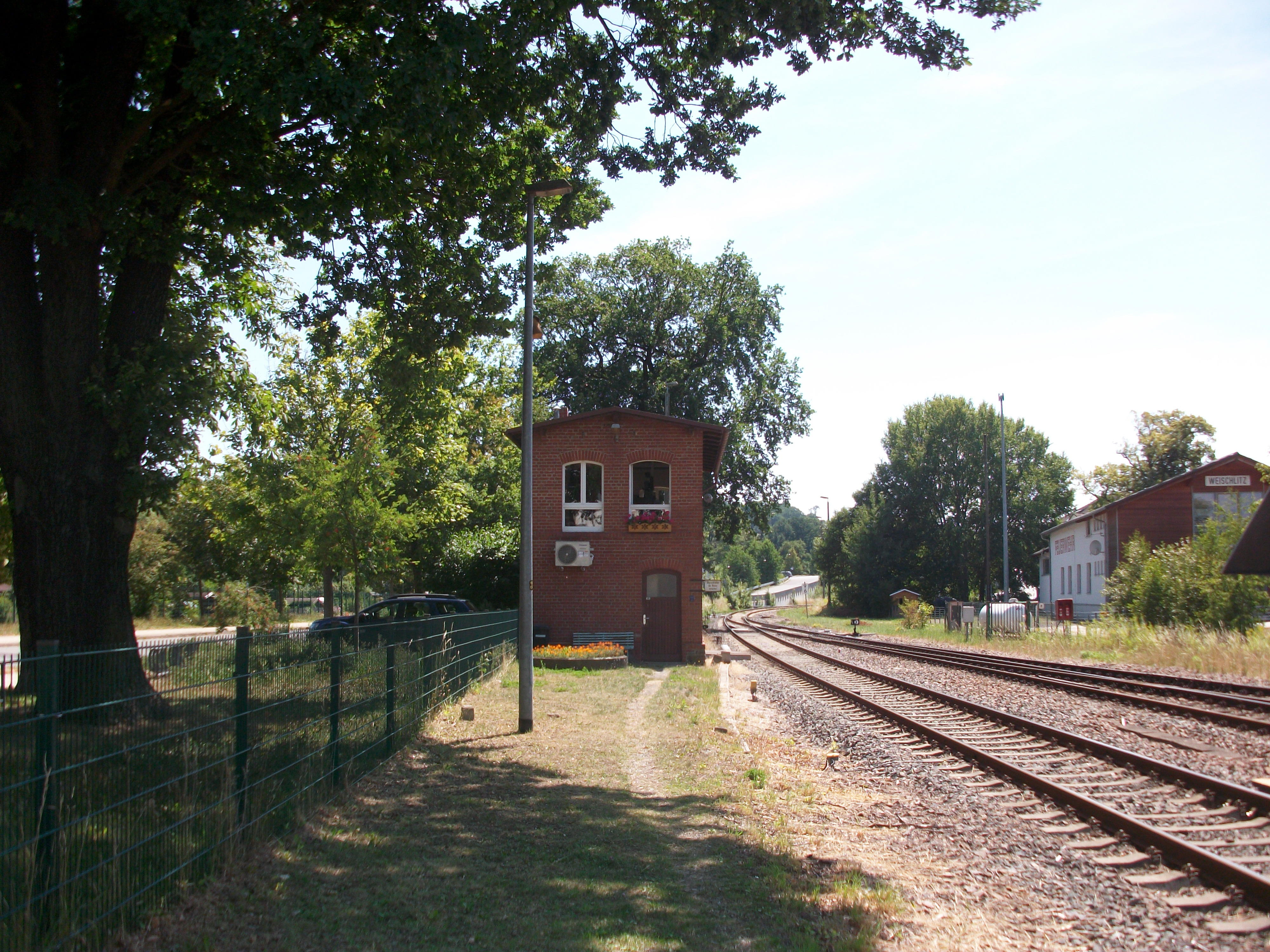
Strecke nach Oelsnitz (Vogtl) und Stellwerk (2018)
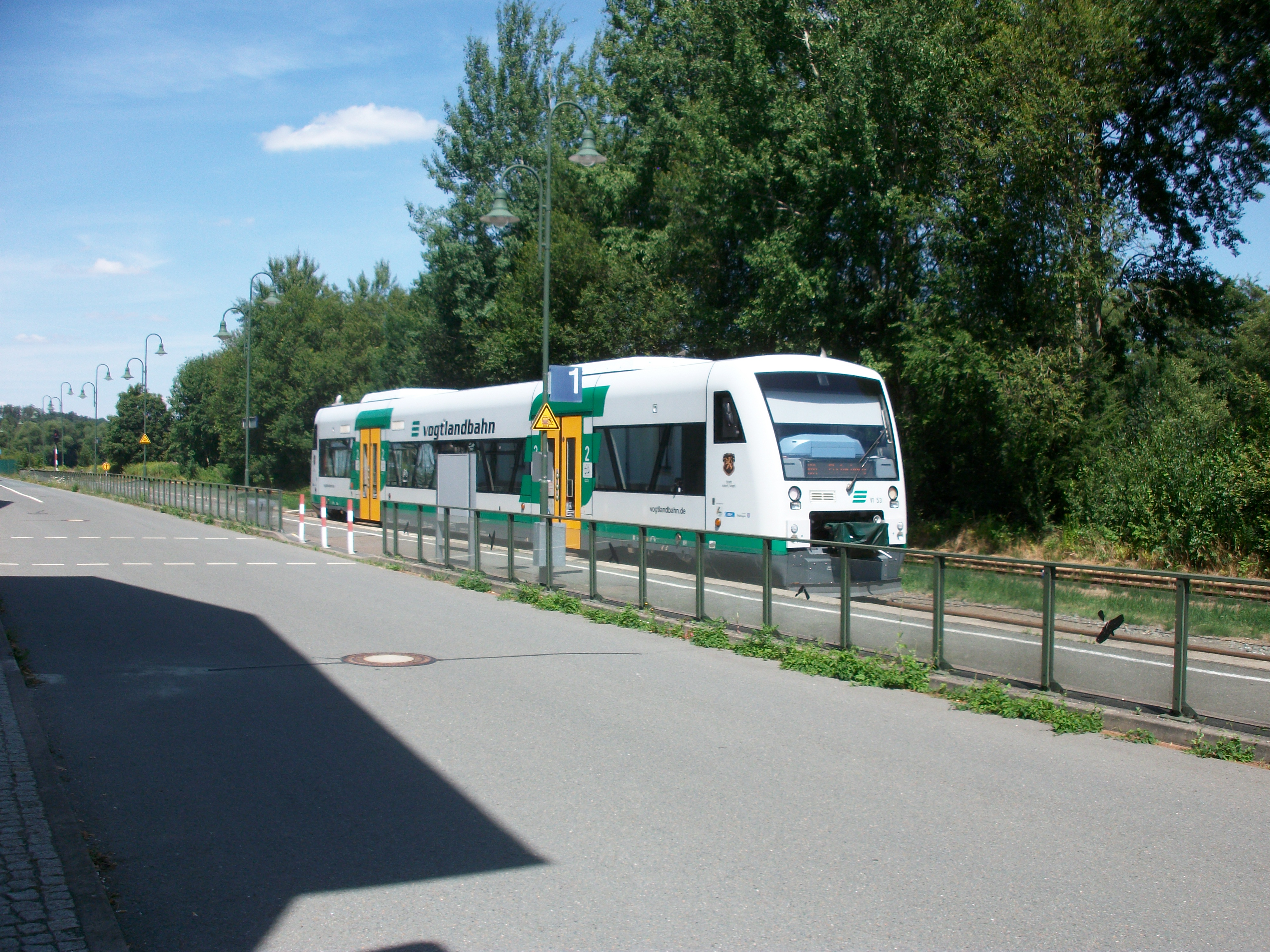
Triebwagen der Vogtlandbahn nach Elsterberg (2018)

Pirk ⊙

Bahnhof Pirk um 1910

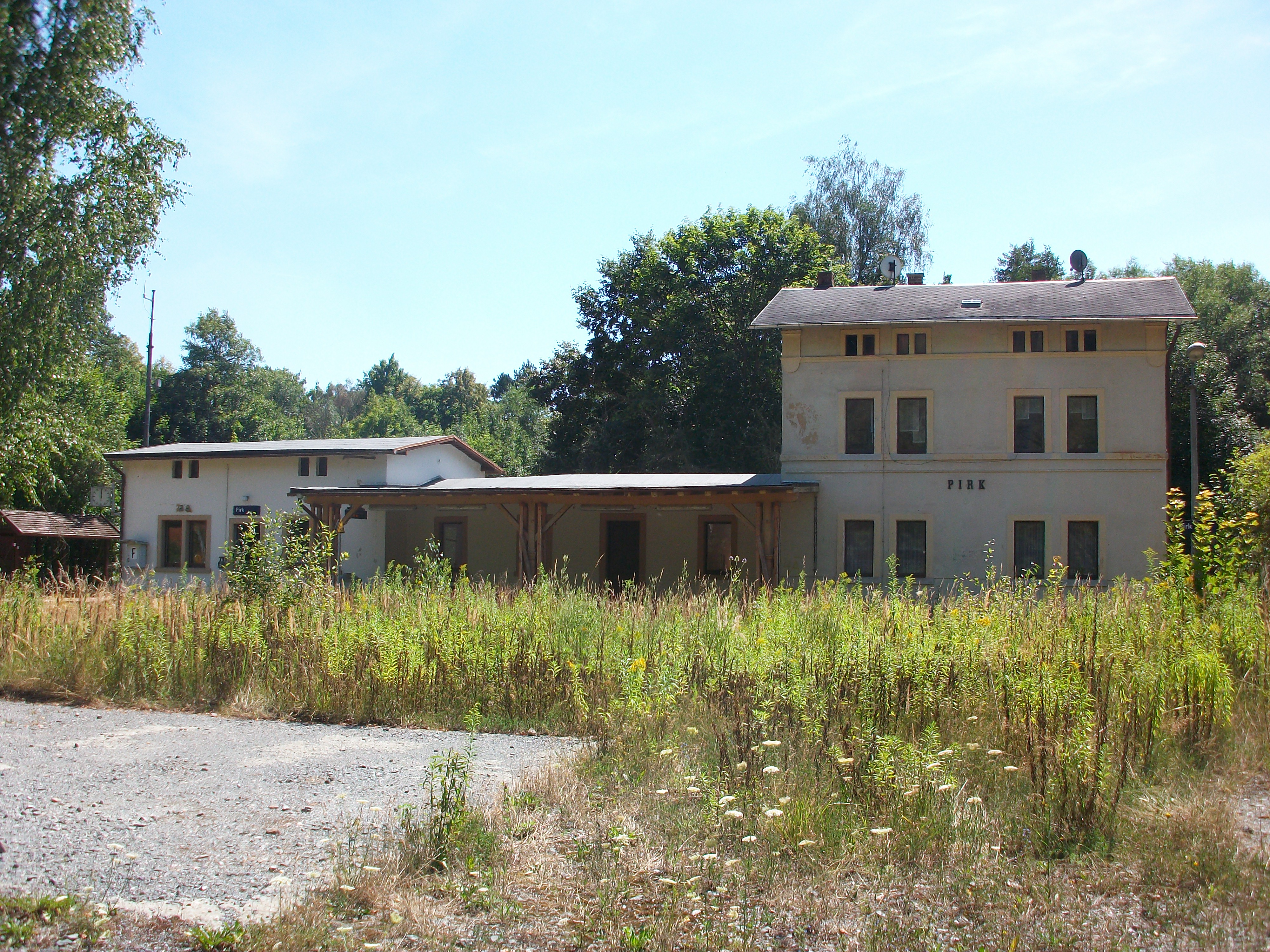
Haltepunkt Pirk, Empfangsgebäude und Stellwerk (2018)

Die Haltestelle Pirk bestand seit der Betriebseröffnung. 1905 wurde sie zum Bahnhof erhoben. Jahrzehntelang bestanden die Anlagen aus vier Gleisen mit acht Weichen. Größere Bedeutung hatte der Bahnhof in den 1930er Jahren, als dort für den Bau der Talsperre Pirk und der Reichsautobahn Chemnitz–Hof mit der die Strecke Plauen–Eger überspannenden Elstertalbrücke größere Mengen Baustoffe entladen wurden. Auch für die Anlage der Talsperre Dröda diente der Bahnhof Pirk Ende der 1960er Jahre als zentraler Entladeplatz.
In den 1980er Jahren wurde Pirk zum Haltepunkt herabgestuft, die Überleitstelle ist aber bis heute besetzt. Dieser Halt ist ein Bedarfshalt.
Oelsnitz (Vogtl) ⊙
Der Bahnhof Oelsnitz bestand zunächst nur aus vier durchgehenden Gleisen, hinzu kam eine Lokstation, an der Lokomotiven für Vorspann- und Nachschubdienste stationiert waren. Erst mit dem Lückenschluss Plauen–Oelsnitz wurde der Bahnhof Anfang der 1870er Jahre umfangreich ausgebaut. Bis etwa 1900 wurde er noch mehrmals erweitert, dann blieb er in dieser Form bis zum Ende des Zweiten Weltkriegs im Wesentlichen bestehen. Einzige größere betriebliche Veränderung war das Schließen der Lokstation 1925, da mittlerweile ausreichend leistungsstarke Lokomotiven zur Verfügung standen. Nach Kriegsende wurden zwar einige Gleise abgebaut, einschneidende Rückbaumaßnahmen gab es aber erst nach der Stilllegung des Teilstücks Lottengrün–Oelsnitz 1951. Seit 1989/90 wurden zwar zahlreiche Gleise entfernt, bis heute sind aber sechs erhalten geblieben, davon zwei Ladestraßengleise.

Bahnhof Oelsnitz um 1910
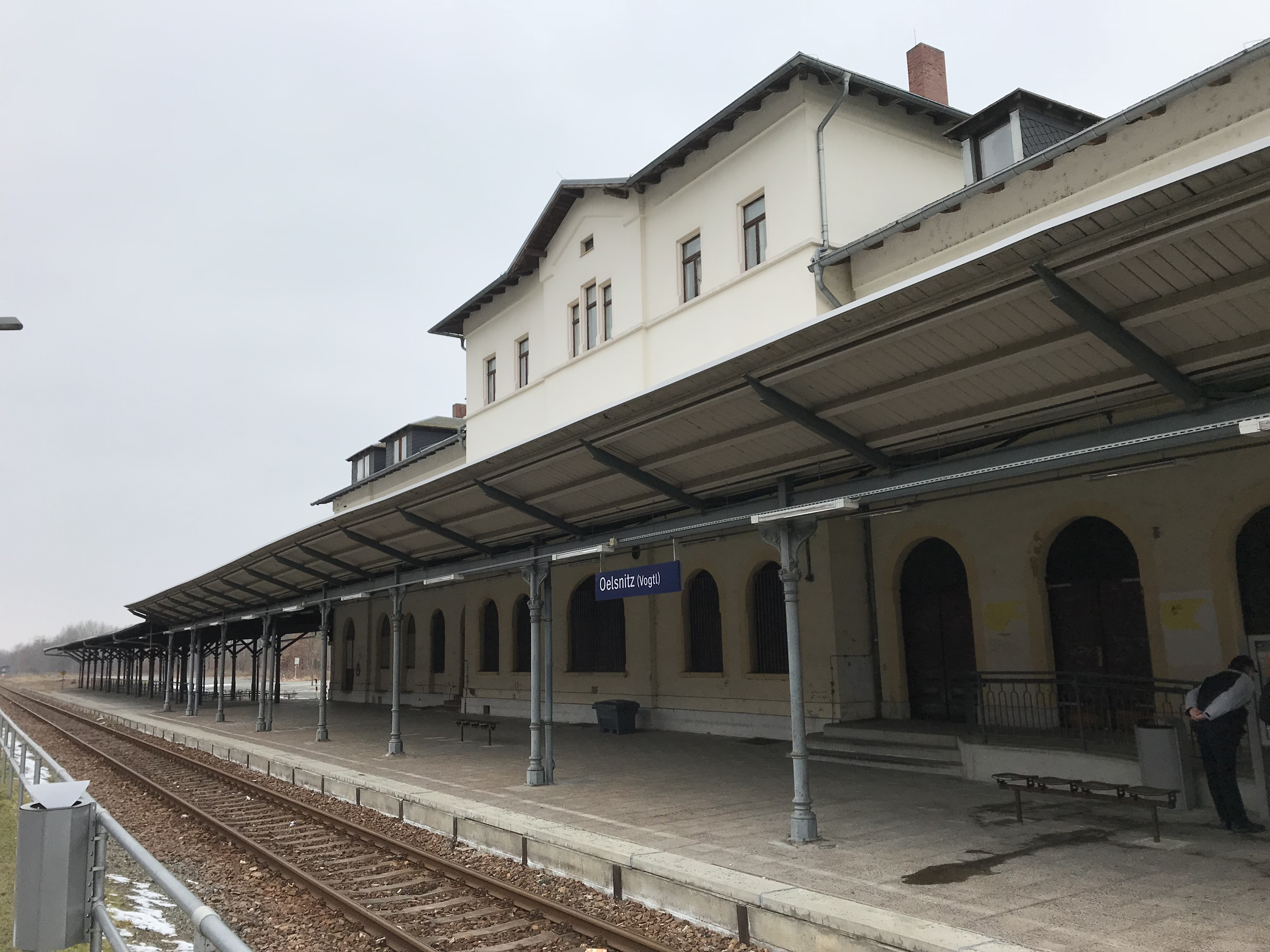
Empfangsgebäude, Gleisseite 2018
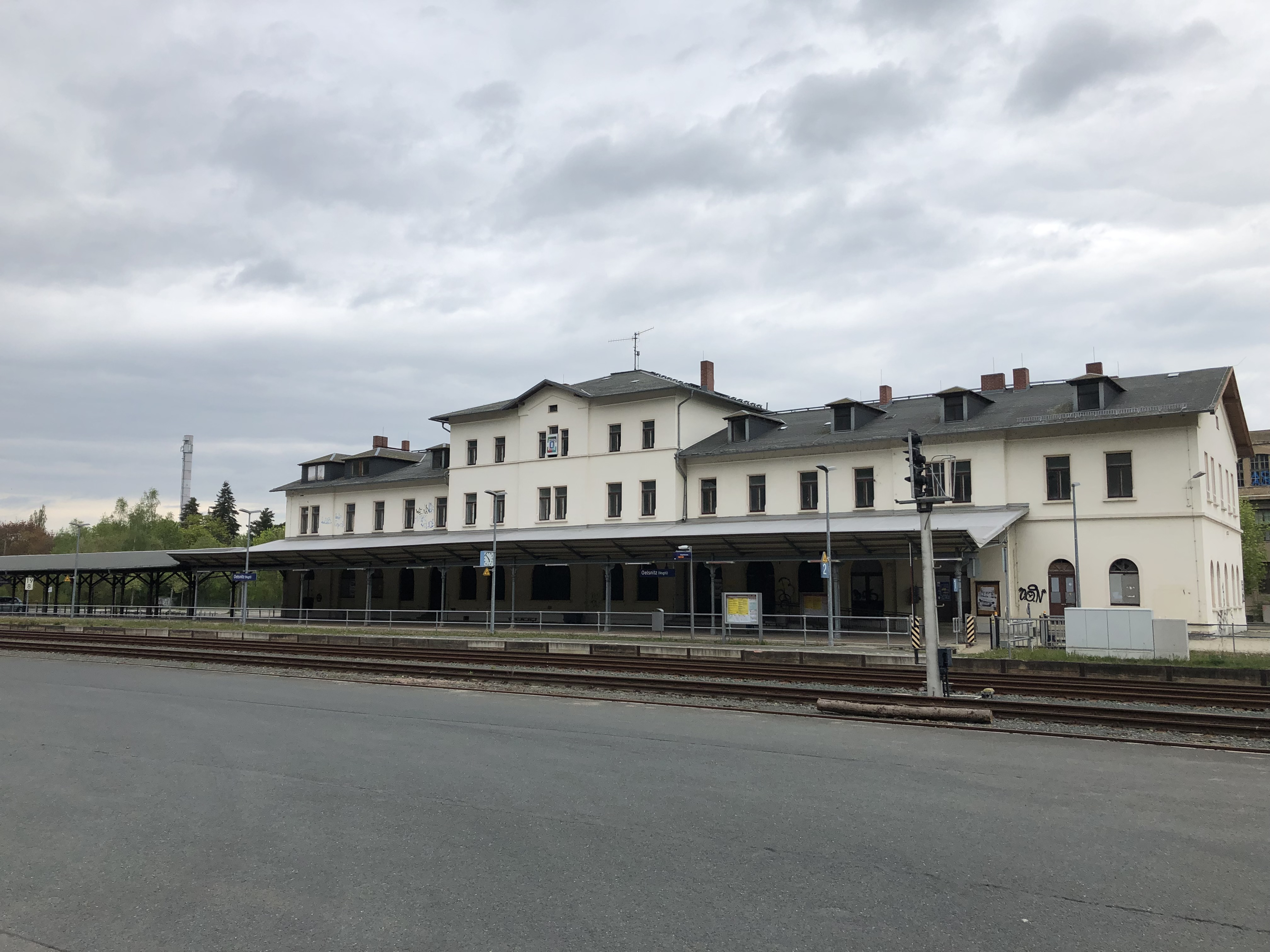
Gleisseite 2019

Hundsgrün ⊙

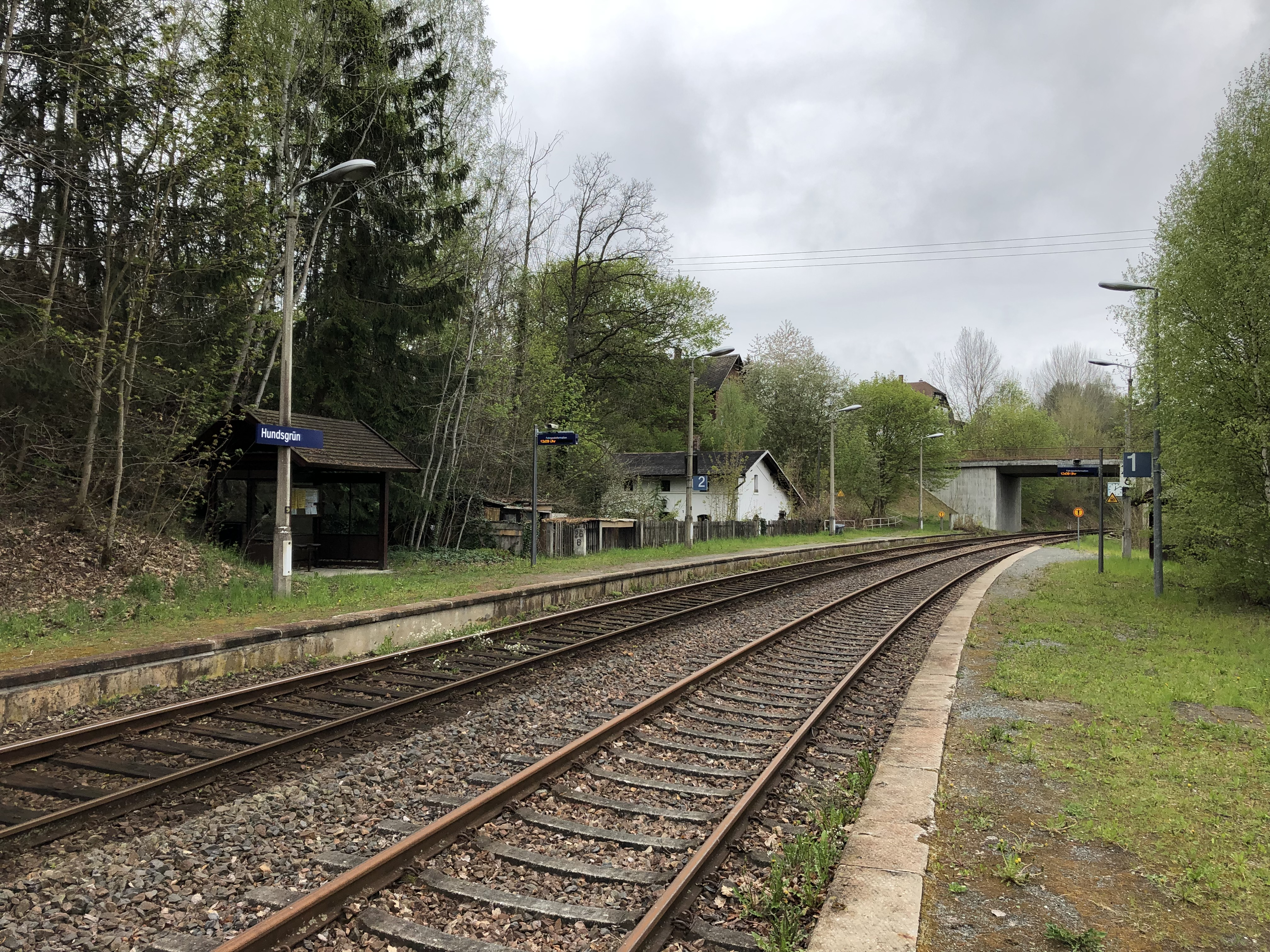
Haltepunkt Hundsgrün (2019)

Die Haltestelle Hundsgrün wurde auf Bestreben der Gemeinde Hundsgrün 1876 eingerichtet. Zuvor gab es dort lediglich einen beschrankten Bahnübergang. Dessen Schrankenwärterhaus erhielt einen Wartehallenanbau. Kurz vor der Jahrhundertwende wurde eine neue Wartehalle gebaut. 1911 wurde Hundsgrün zum Bahnhof erhoben, zuvor war die Station entsprechend umgebaut worden. Ein einseitig angebundenes Gütergleis entstand östlich der Streckengleise. Es war kein massiver Güterschuppen vorhanden, es wurde lediglich ein Wagenkasten aufgestellt.
Mitte der 1970er Jahre wurde das Ladegleis ausgebaut und Hundsgrün zum Haltepunkt herabgestuft. Lediglich eine Blockstelle blieb bestehen. Ende der 1990er Jahre wurde sie aufgelassen, der seitdem unbesetzte Haltepunkt wurde anschließend modernisiert. Dieser Halt ist ein Bedarfshalt.
Rebersreuth ⊙

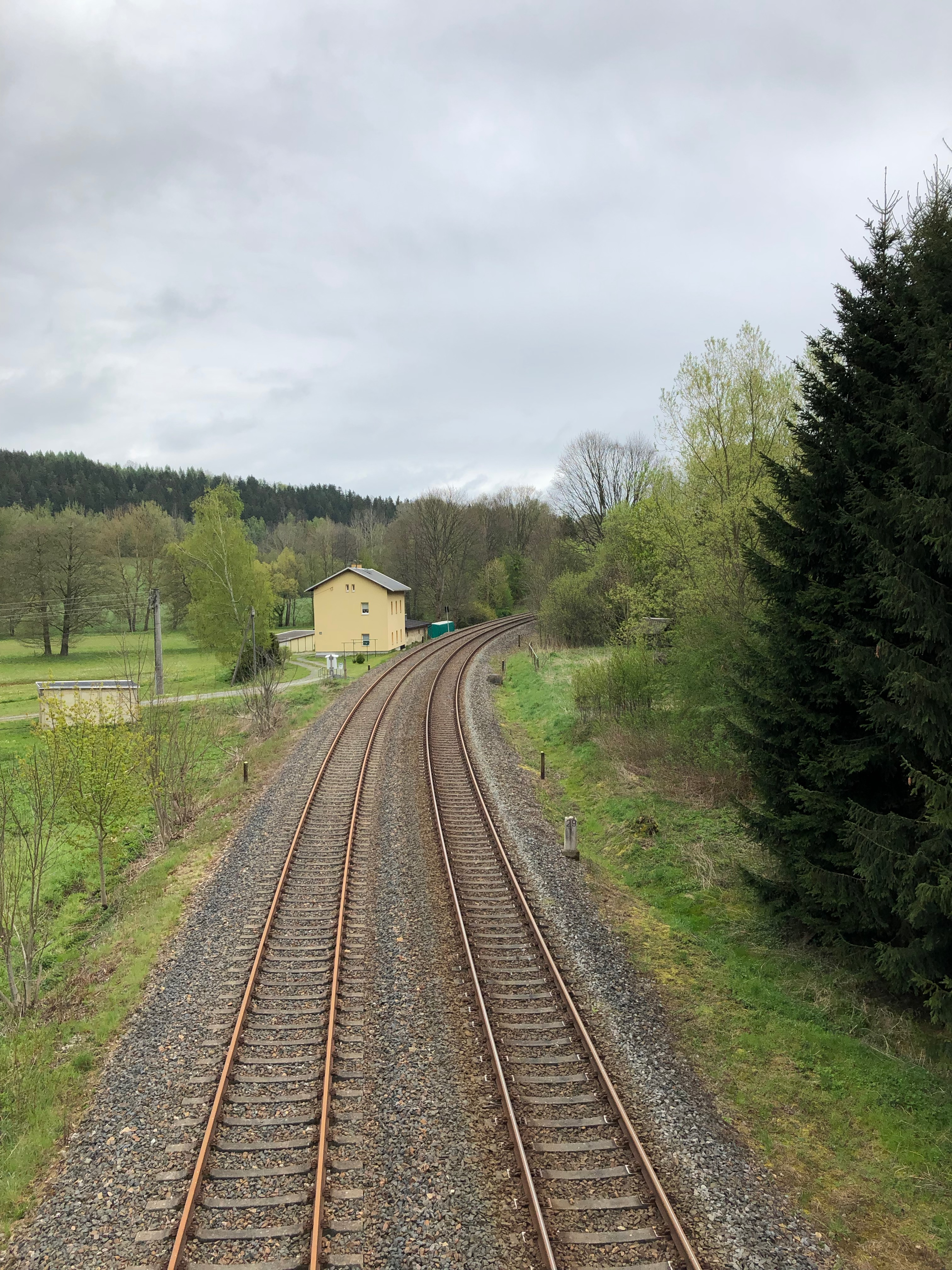
Ehemaliger Haltepunkt Rebersreuth (2019)

Der Haltepunkt Rebersreuth wurde am 13. November 1949 bei Streckenkilometer 29,18 eingerichtet, er lag damit direkt hinter der 1913 errichteten Straßenbrücke bei km 29,06 (50° 21′ 3″ N, 12° 13′ 47″ O), über die heute die Bundesstraße 92 führt. Bezahlt wurden die Anlagen des Haltepunkts, die nur aus einem Bahnsteig und einer hölzernen Wartehalle auf dem Planum des ehemaligen zweiten Streckengleises bestanden, von der Gemeinde Rebersreuth.
Der Haltepunkt wurde am 30. September 1979 aufgelassen, da man die Station nicht für den zweigleisigen Streckenausbau umbauen wollte. Dieser Halt existiert nicht mehr.
Adorf (Vogtl) ⊙

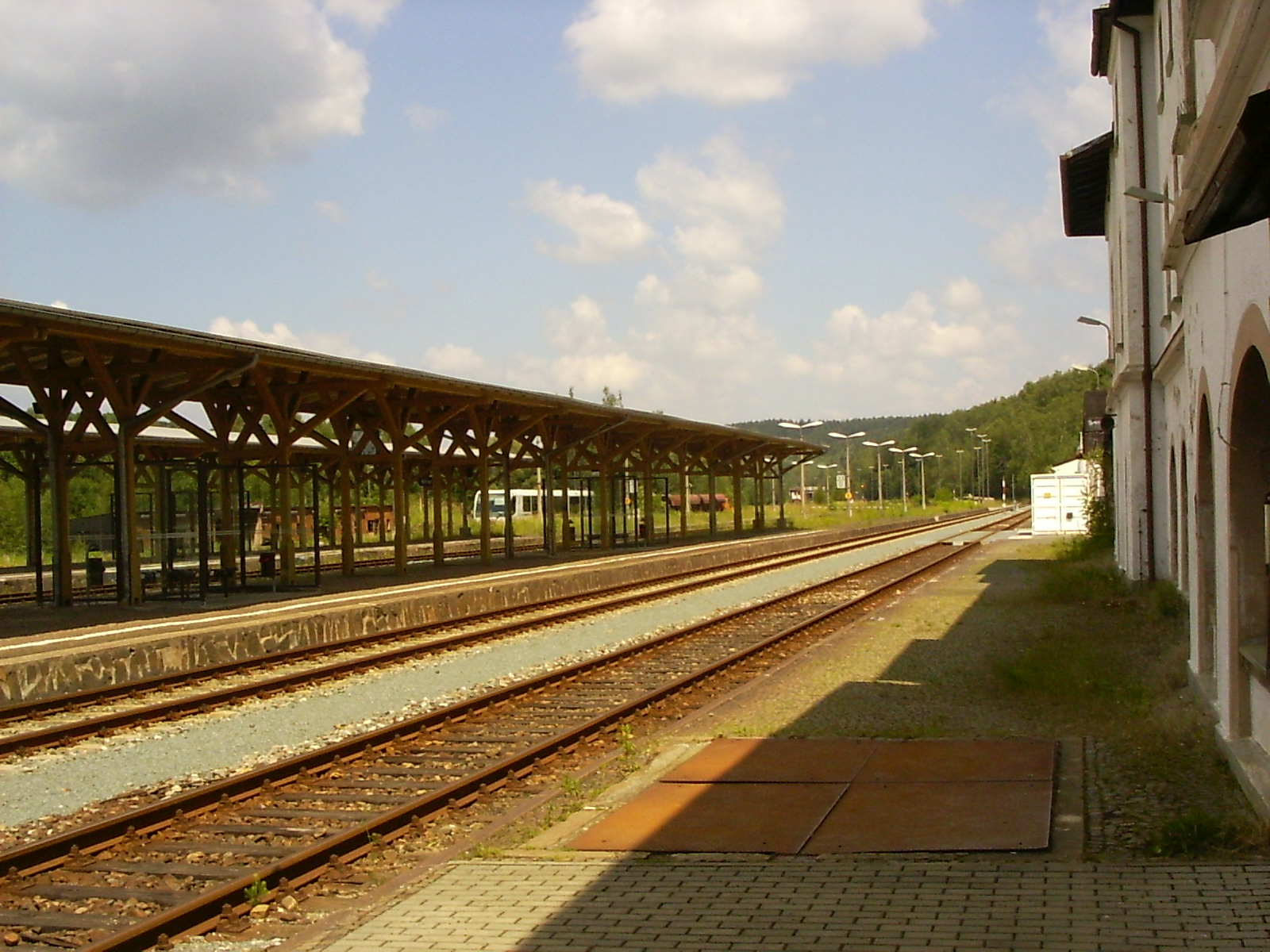
Bahnhof Adorf (Vogtl)

Mit Einbindung den Strecken Chemnitz–Aue–Adorf und Asch–Adorf entwickelte sich Adorf zum regionalen Eisenbahnknoten. Auch die Züge der Strecke von Erlbach/Markneukirchen endeten in Adorf.
Daneben hatte Adorf Bedeutung als Lokstation bzw. später als selbstständiges Bahnbetriebswerk. Diese Anlagen werden heute vom Vogtländischen Eisenbahnverein Adorf genutzt.
Bad Elster  ⊙

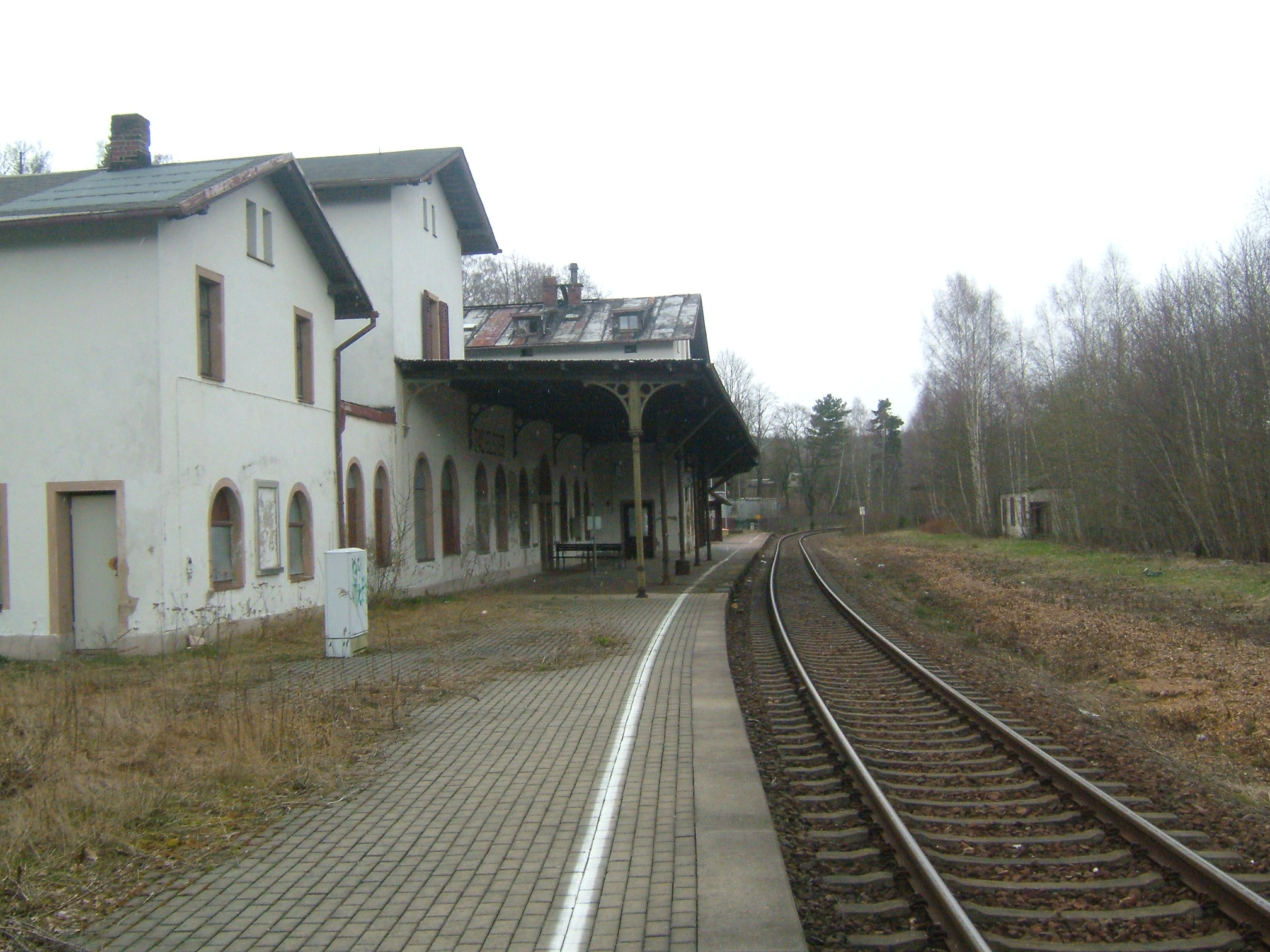
Haltepunkt Bad Elster, Empfangsgebäude (2008)

Der Bahnhof Elster (seit 1. Mai 1880 Bahnhof Bad Elster) bestand zur Streckeneröffnung aus drei durchgehenden Gleisen und mehreren Stumpfgleisen. Neben dem Empfangsgebäude und einem Güterschuppen entstand ein Heizhaus für die dort stationierten Vorspann- und Schiebelokomotiven. Nach dem Bau des Heizhauses im Bahnhof Adorf wurde das Gebäude nach 1880 nicht mehr genutzt und 1883 abgerissen.
Weitere betriebliche Bedeutung erlangte die Station als Schnellzughalt sowie Anfangs- und Endpunkt von Personenzügen in Richtung Plauen. Bis zur Jahrhundertwende wurde der Bahnhof wegen der angewachsenen Verkehrsleistungen mehrfach erweitert, danach blieb er bis in die 1960er Jahre relativ unverändert. Im Sommer 1970 wurde der Güterverkehr komplett zum Wagenladungsknoten Adorf verlagert. Seit 1971 ist Bad Elster nur noch ein Haltepunkt, alle nicht mehr benötigen Anlagen wurden entfernt. Heute ist dieser Halt ein Bedarfshalt.
Sohl ⊙

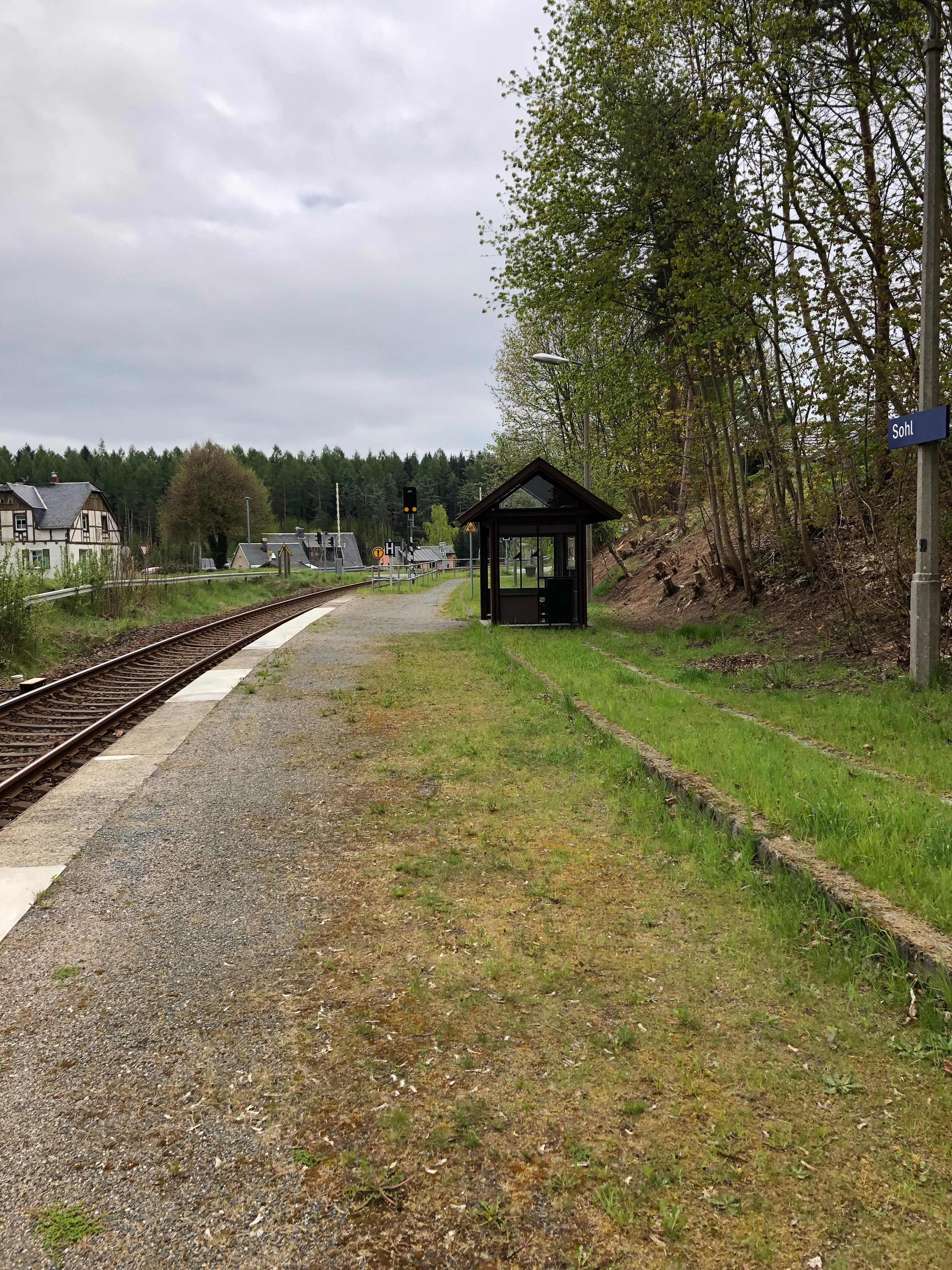
Haltepunkt Sohl (2019)

Jahrelang wurde der Bau eines Haltepunkts von den Behörden abgelehnt, da ein Anfahren der Züge in dem in einem engen Bogen stark ansteigenden Gleis nur schwer möglich gewesen sei. Erst nach dem Zweiten Weltkrieg wurde der Haltepunkt genehmigt, unter anderem weil die Gemeinde Sohl das benötigte Bauland kostenlos zur Verfügung stellte, weitere Aufwendungen finanzierte und die Bevölkerung beim Bau mithalf. Nach nur einem halben Jahr Bauzeit wurde der Haltepunkt am 23. November 1948 eröffnet. Dieser Halt ist ein Bedarfshalt.
Raun ⊙
Die Einwohner des Ortes Raun bemühten sich seit 1866 um eine Station an der Bahnstrecke. Am 7. Juli 1889 wurde zunächst versuchsweise der Haltepunkt Raun eröffnet. Vier Jahre später wurde die anfangs nur provisorische Wartehalle durch ein massives Gebäude ersetzt. Seit 1894 besteht hier eine Blockstelle, seit 1977 ist sie für den Übergang in den ab dort wieder zweigleisigen Betrieb eine Abzweig- bzw. Überleitstelle. Dieser Halt ist heute ein Bedarfshalt.
Bk Hengstberg
Ab 1880 wurde ab Adorf nachgeschoben, damit verlängerte sich der Weg für die Schiebelokomotiven erheblich. Deswegen wurde 1811 die Blockstelle Hengstberg nahe dem Scheitelpunkt eingerichtet. Die dortige Weichenverbindung zwischen beiden Streckengleisen ermöglichte eine wesentlich einfachere Betriebsführung. In den 1890er Jahren wurde die Weichenverbindung etwa 300 Meter in Richtung Plauen verlegt und ein Stellwerk für die nunmehr fernbedienten Weichen errichtet. Mit stärkeren Lokomotiven mussten nach 1927 nur noch wenige Züge nachgeschoben werden, zudem ging mit der Weltwirtschaftskrise die Zugzahl zurück. Daher wurde die Blockstelle 1930 aufgelöst.
Nach der Angliederung des Sudetenlandes mussten wieder mehr Züge nachgeschoben werden, infolgedessen ließ die Deutsche Reichsbahn 1938 kurzfristig ein neues Stellwerk neben das alte bauen und nahm die Blockstelle wieder in Betrieb. Nach dem Abbau des zweiten Streckengleises wurde die Blockstelle 1946 aufgelöst. Beide Stellwerksgebäude blieben bis in die 1990er Jahre erhalten, danach wurden sie restlos abgebrochen.
Sanatorium Brambach
Nach dem Zweiten Weltkrieg wurden die Kurbadanlagen von der sowjetischen Besatzungsmacht genutzt. Diese wünschte sich 1947 einen Haltepunkt nahe dem Kurbad, der im September 1948 eröffnet wurde. Zusätzlich führte ein Ladegleis vom Bahnhof Bad Brambach dorthin, das vor allem für Brennstoff- und Mineralwasserumschlag genutzt wurde.
Der Haltepunkt wurde 1957 geschlossen, die Anlagen wurden 1960 entfernt.
Bad Brambach  ⊙
Die Station trug bislang drei verschiedene Namen:
- bis 7. Oktober 1922: Brambach
- bis 7. Oktober 1933: Bad Brambach
- bis 28. September 1963: Radiumbad Brambach
- seit 29. September 1963: Bad Brambach

Zunächst sollte in Brambach nur eine Güterladestelle entstehen, doch der leitende Ingenieur veranlasste den Bau eines Bahnhofs. Der Bahnhof Brambach war anfangs die kleinste Zwischenstation der Strecke. Seit den 1870er Jahren wurden die Bahnhofsanlagen laufend erweitert. Ab 1924 war Bad Brambach Fernverkehrshalt, nach dem Zweiten Weltkrieg war es zudem noch Grenzbahnhof.
Heute liegen im Bahnhof noch vier Gleise, auch die beiden Stellwerke sind in Betrieb.
Plesná ⊙

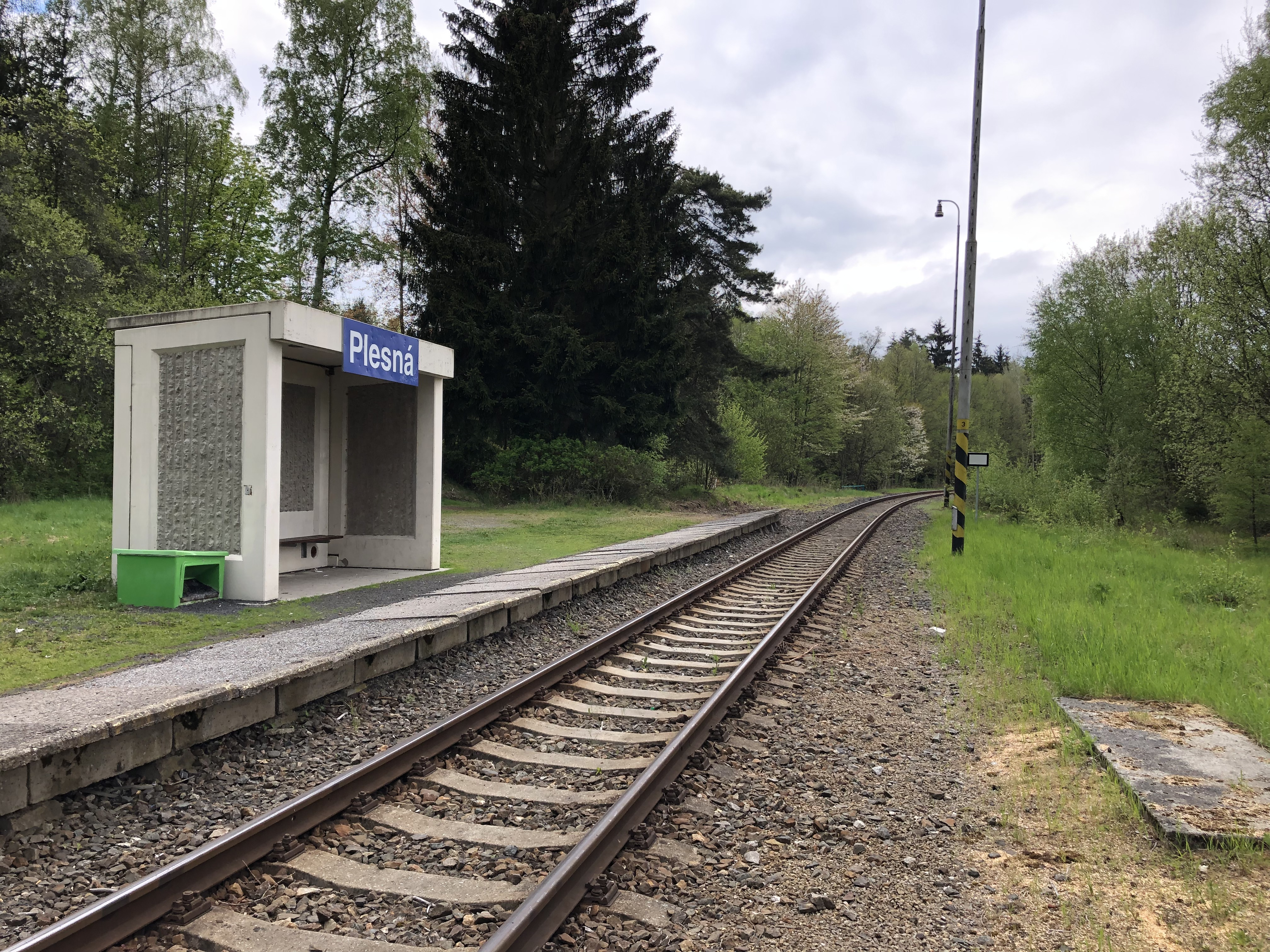
Haltepunkt Plesná (2019)

Da die Bevölkerung der Ortschaft Fleißen den Streckenbau stark verzögert hatte, erhielten sie vorerst keine Station. Erst 1897 wurde eine Haltestelle vom sächsischen Staat genehmigt. Im März 1903 begannen die Bauarbeiten, eröffnet wurde die Station im Sommer 1904. In den nachfolgenden Jahren wurde die Station erneut ausgebaut, zudem zweigten dort zwei Anschlussbahnen ab. Bis 1990 wurde noch Güterverkehr durchgeführt. Heute ist Plesná nur noch ein einfacher Haltepunkt.
Dieser Halt ist ein Bedarfshalt.
Schönberg (b Bad Brambach) ⊙

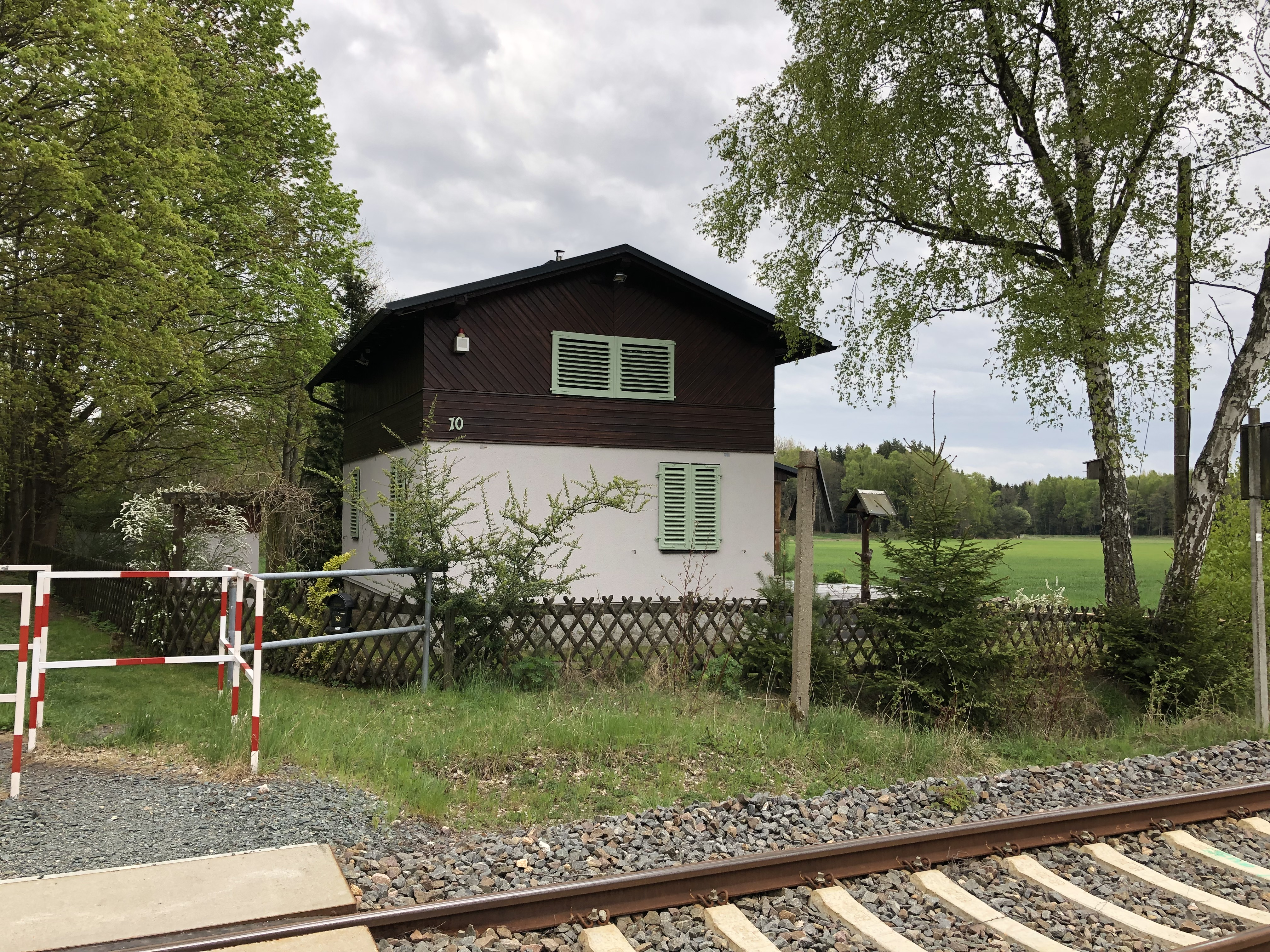
Am ehemaligen Haltepunkt (2019)

Die Einwohner von Schönberg am Kapellenberg waren durch die exponierte Lage des Ortes wirtschaftlich und gesellschaftlich stark von böhmischen Einflüssen geprägt. Um die Beziehung des Ortes am Südhang des Elstergebirges mit Sachsen zu stärken, wurde am 1. Oktober 1912 der Haltepunkt Schönberg (b Bad Brambach) eingeweiht. Die Anlagen der südlichsten Bahnstation Sachsens umfassten lediglich einen hölzernen Warteraum, zwei Bahnsteige und einen Freiabtritt.
Der Haltepunkt wurde 1945 aufgelassen, die Wartehalle wurde bis Anfang der 1980er Jahre noch durch die Bahnmeisterei genutzt.
Vojtanov  ⊙
Der Bahnhof Voitersreuth war von Anfang an Grenzbahnhof. Bei der Betriebseröffnung besaß er fünf durchgehende Gleise, zudem standen dort das zweitgrößte Empfangsgebäude und der größte Güterschuppen von allen Zwischenstationen. Das Empfangsgebäude mit 1149 Quadratmeter Grundfläche besteht aus zwei dreigeschossigen Pavillons die mit einem flachen Mittelbau verbunden sind. 1877 sowie um 1910 wurde der Bahnhof erweitert. Durch einen Brand wurde das Empfangsgebäude 1889 teilweise zerstört und in derselben Form wieder aufgebaut.
Mit der Angliederung des Sudetenlandes und des daraus resultierenden zweigleisigen Ausbaus verlor der Bahnhof im Oktober 1938 alle wichtigen betrieblichen Funktionen. Erst seit 1955 ist Vojtanov wieder Grenzbahnhof.

Bahnhof Voitersreuth um 1900
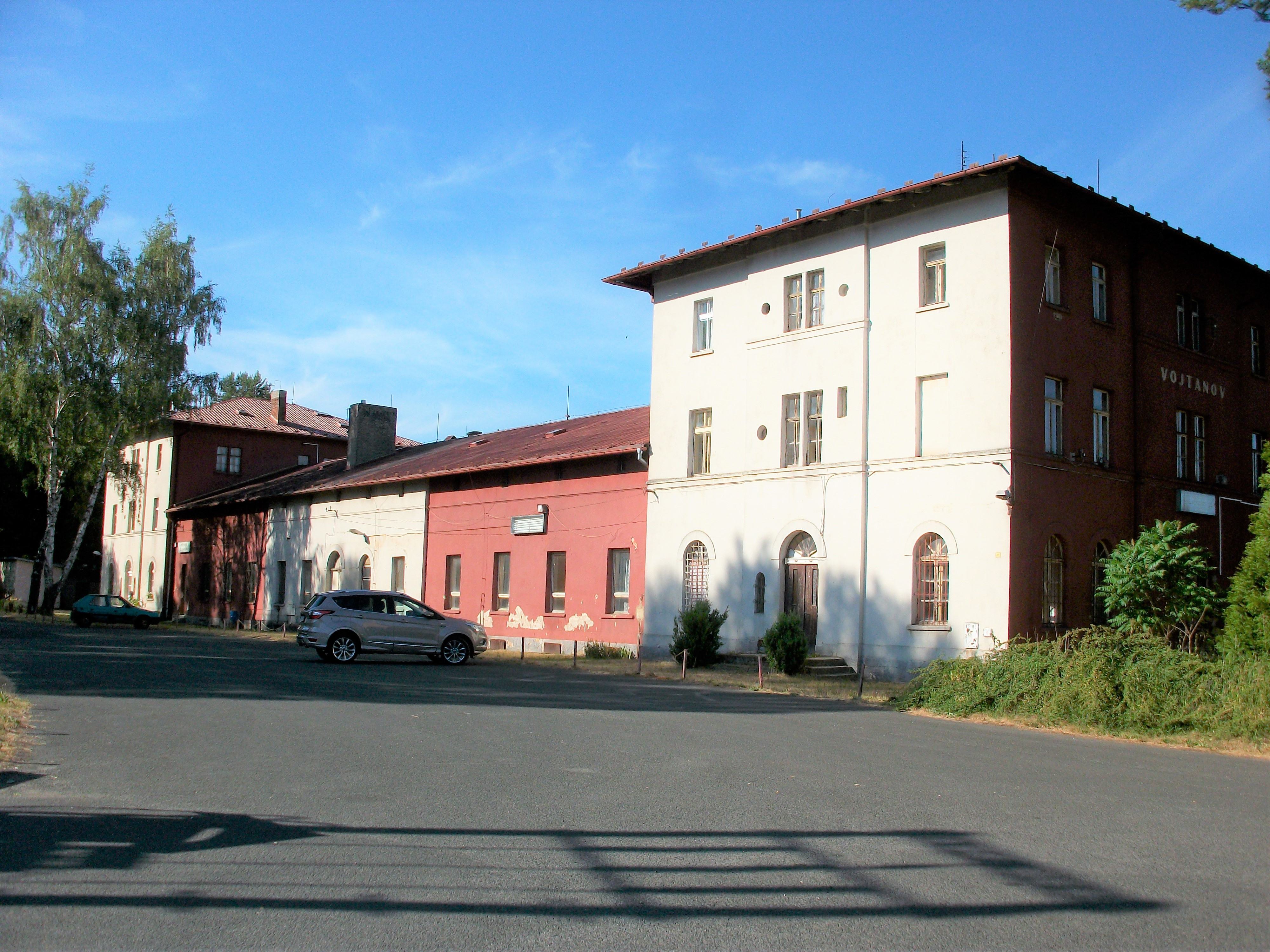
Empfangsgebäude Straßenseite (2019)
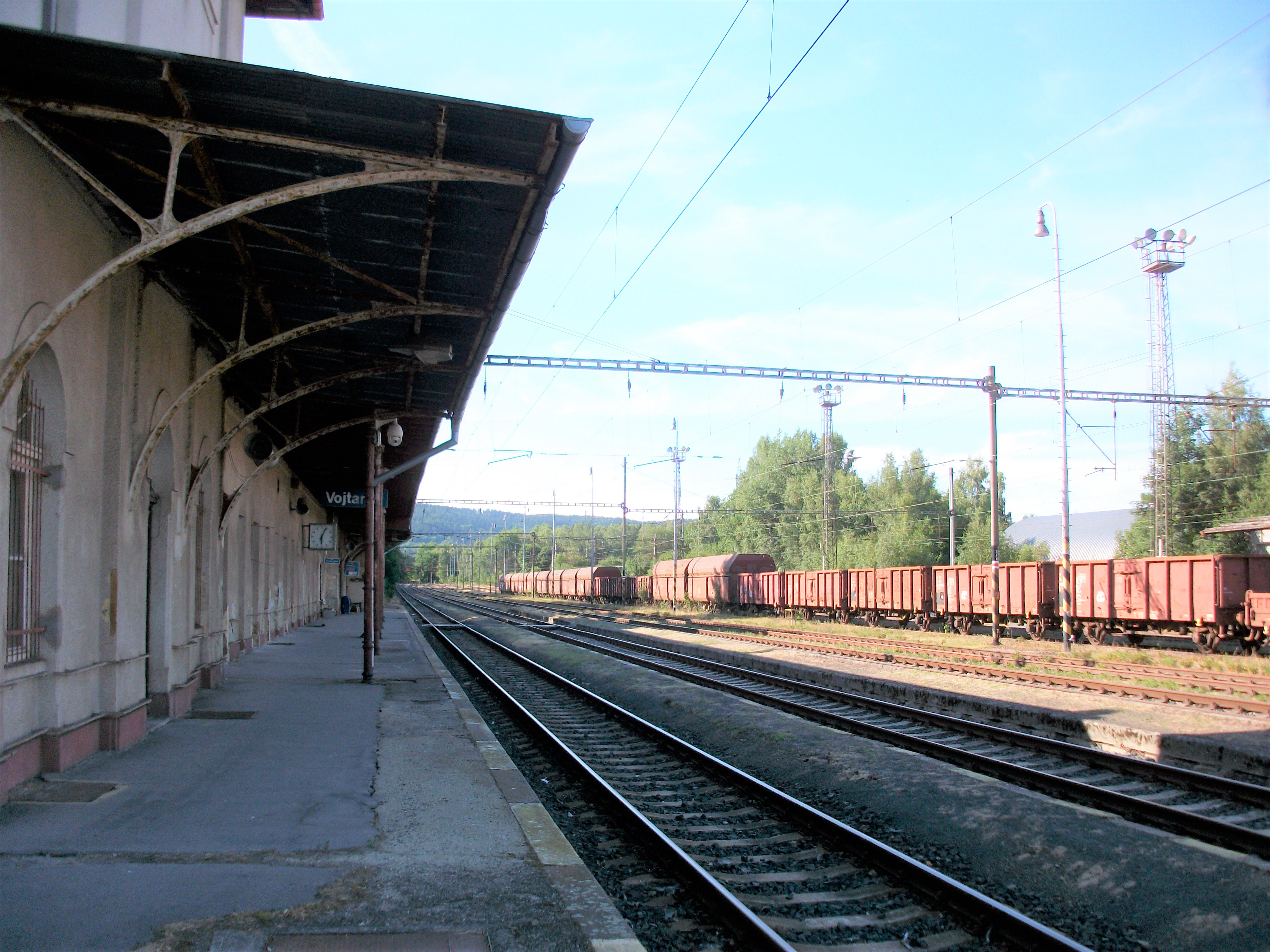
Empfangsgebäude Gleisseite (2019)
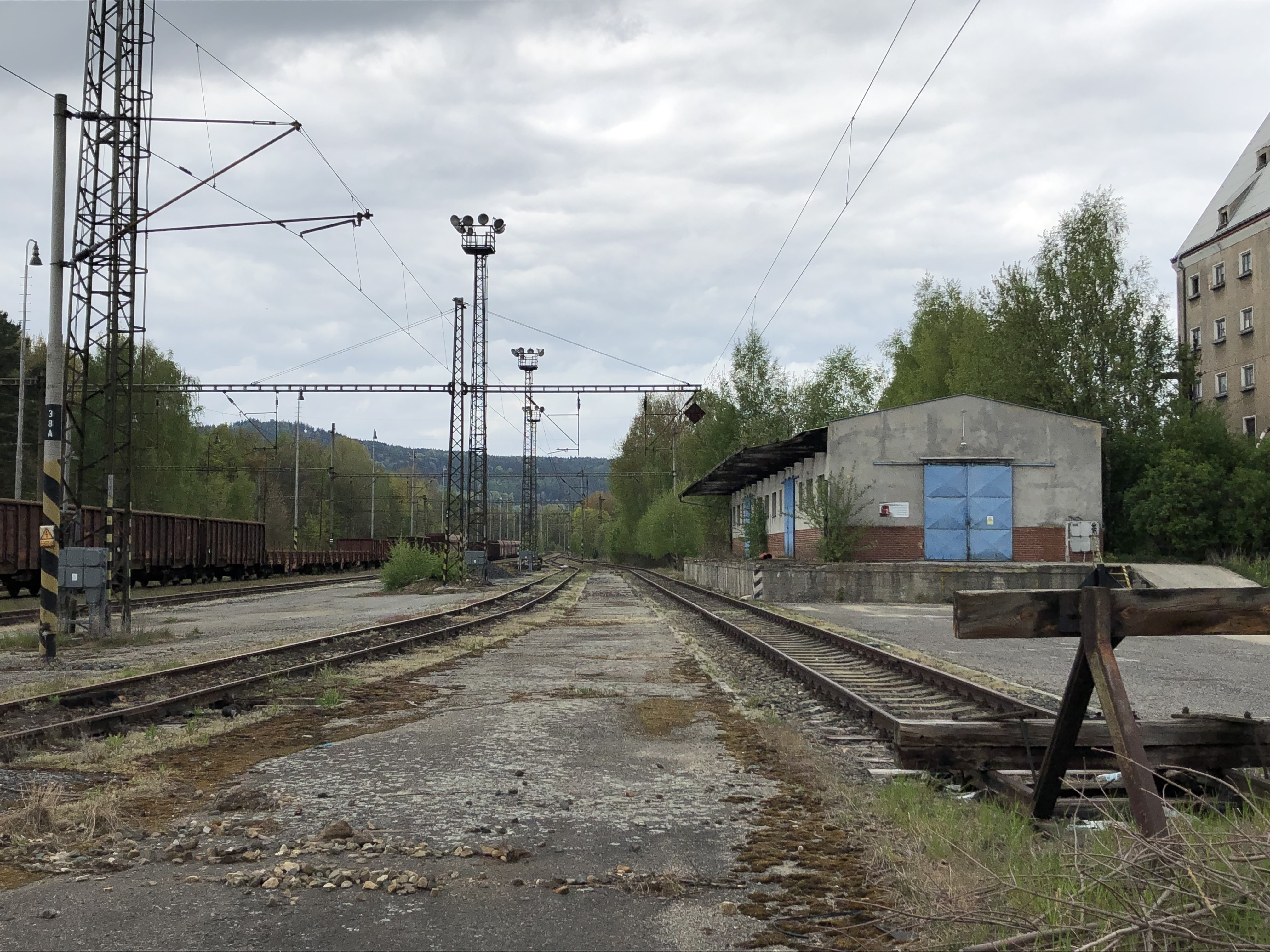
Gleisanlagen (2019)
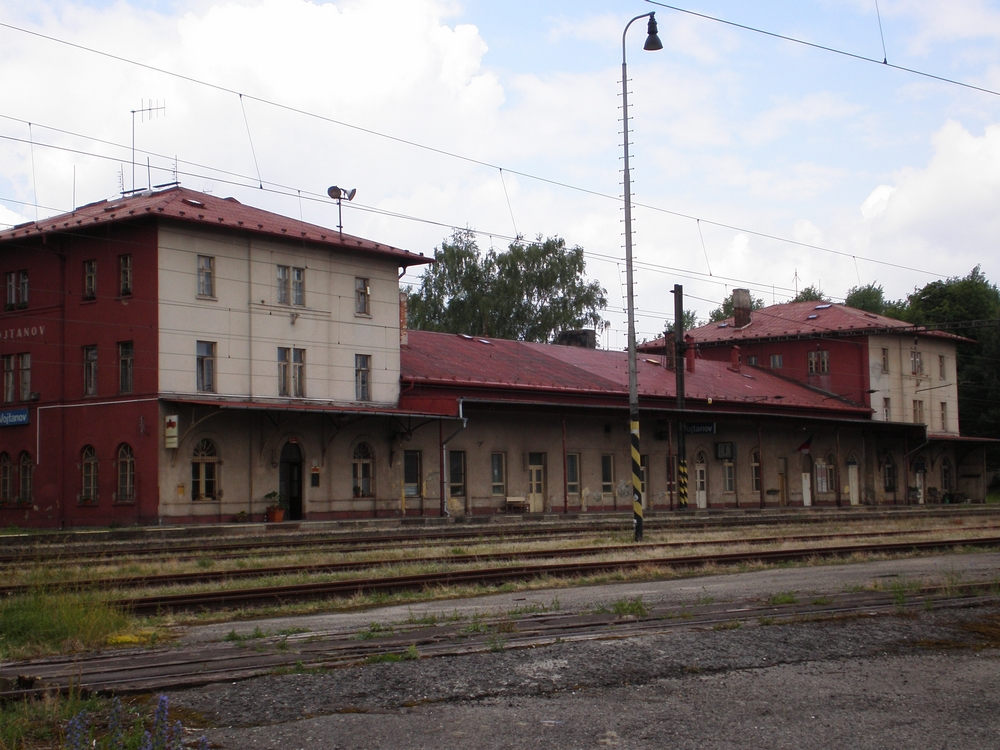
Empfangsgebäude Gleisseite (2008)

Abzw Schweinebeutel ⊙
Die Abzweigstelle Schweinebeutel bei Streckenkilometer 62,48 wurde im Oktober 1938 nach dem zweigleisigen Ausbau bis Voitersreuth eingerichtet. Sie bestand aus einem Stellwerk, das die Gleisverbindung zwischen der Strecke Plauen–Eger und der nach Oberkotzau bediente, und zwei Bahnsteigen für das Personal. Die ČSD bauten 1945 die Gleisverbindung zwischen beiden Strecken wieder ab und löste die Betriebsstelle auf. Das Stellwerksgebäude wurde abgetragen, erhalten ist nur ein 1938 anlässlich des Streckenausbaus aufgestellter Gedenkstein.
Später befand sich an der früheren Abzweigstelle Schweinebeutel wieder eine Gleisverbindung, die nach 1990 aufgrund des verringerten Verkehrsaufkommens wieder ausgebaut wurde.
Žirovice-Seníky ⊙

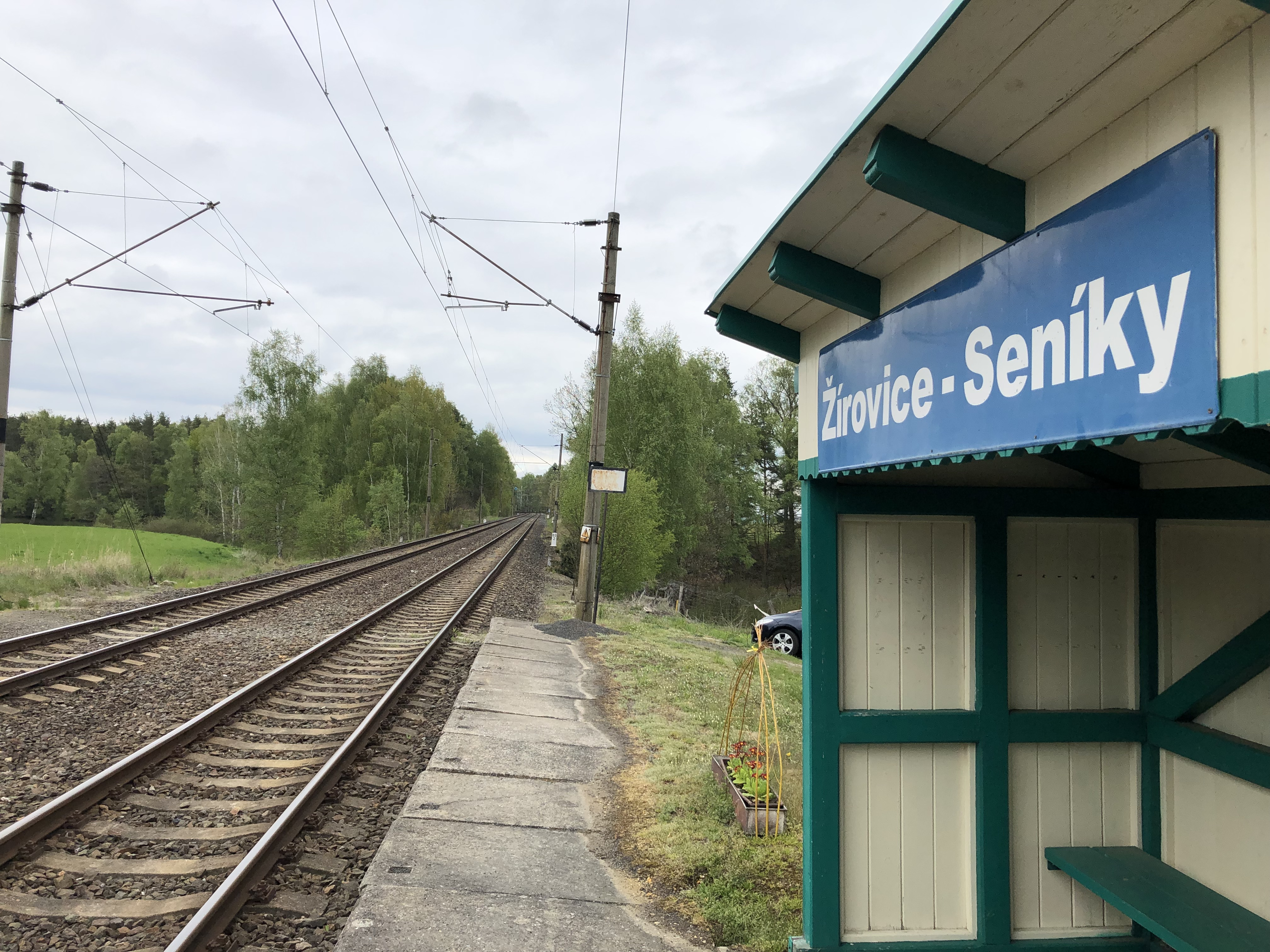
Haltepunkt Žirovice-Seníky (2019)

Der Haltepunkt Žirovice-Seníky entstand in den 1980er Jahren. Einzige Anlagen sind ein 45 Meter langer Bahnsteig, ein Schild und ein Wetterschutzhaus. Dieser Halt ist ein Bedarfshalt. Hier halten ausschließlich Züge der Strecke Cheb – Vojtanov – Plesná (– Bad Brambach – Plauen – Zwickau).
Antonienhöhe-Stöckermühle
Der Haltepunkt Antonienhöhe-Stöckermühle wurde nur zwischen 1883 und dem Ersten Weltkrieg jeweils während der Kurzeit bedient. Die 80 Meter langen Bahnsteige mit den Wartehallen wurden später restlos entfernt.

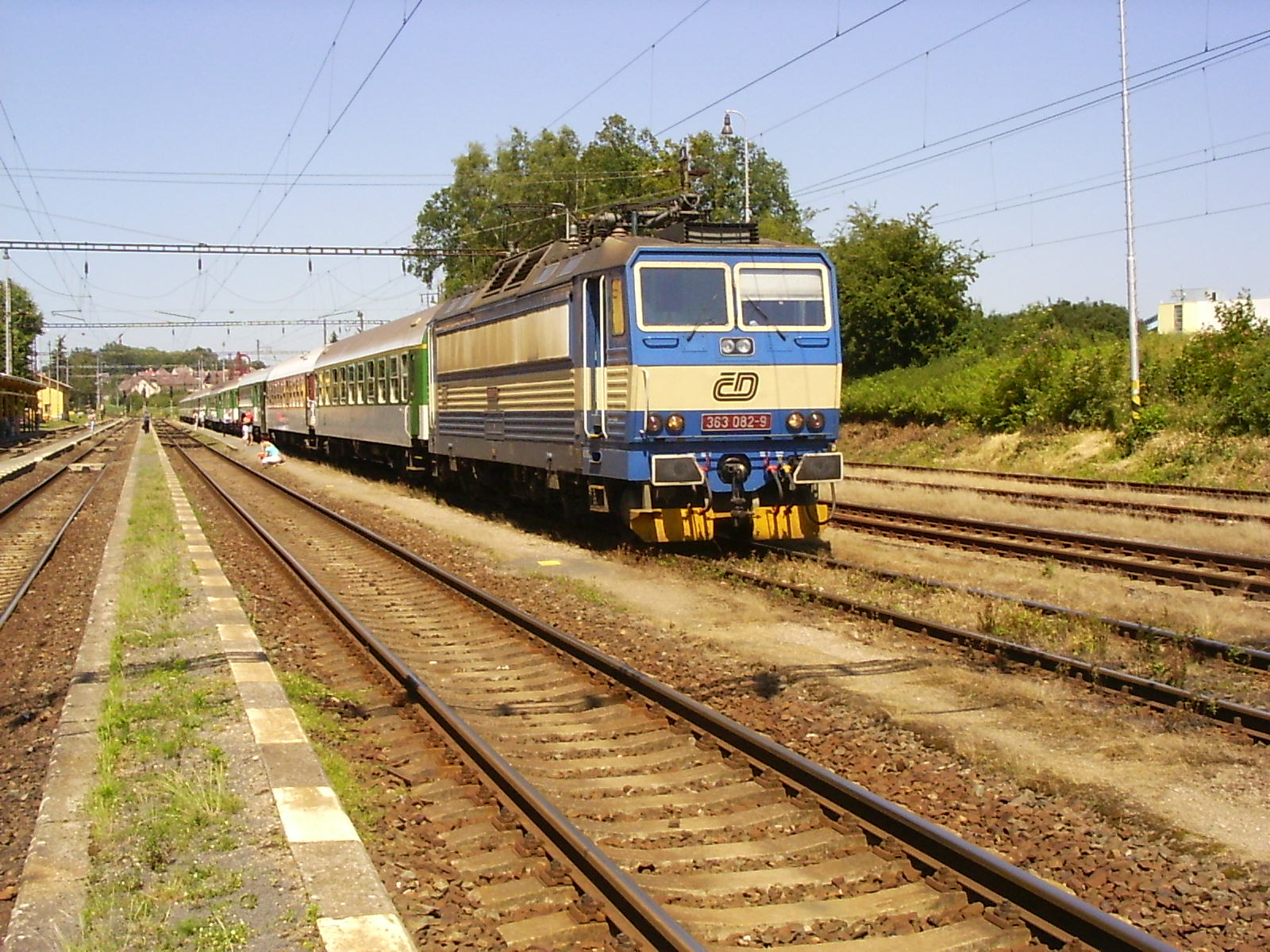
Bahnhof Františkovy Lázně mit den typischen schmalen Bahnsteigen (2006)

Františkovy Lázně ⊙
Bei der Streckeneröffnung war der Bahnhof Franzensbad der größte Zwischenbahnhof und gleichzeitig erster Verknüpfungspunkt mit der parallel laufenden Strecke Hof–Eger. Schon damals umfassten die Anlagen fünf durchgehende Gleise und 30 Weichen. Die Buschtěhrader Eisenbahn (B.E.B.) eröffnete 1871 die Bahnstrecke Tršnice–Františkovy Lázně, die eine direkte Verbindung nach Prag schuf. Damit stieg die Verkehrsbedeutung des nunmehr vergrößerten Franzensbader Bahnhofs weiter.
Seit circa 1900 blieb der Bahnhof im Wesentlichen unverändert. Ein Projekt der 1910er Jahre zur Verlegung der Güterverkehrsanlagen außerhalb des Stadtgebietes wurde nicht umgesetzt. Nur die Bahnhofseinfahrten wurden an die neue Sicherungstechnik angepasst und mit der Elektrifizierung die altösterreichischen Formsignale durch Lichtsignale ersetzt.
Františkovy Lázně-Aquaforum ⊙
Der Haltepunkt Františkovy Lázně-Aquaforum existiert erst seit 2007. Er wurde nach der Streckensanierung des Teilstücks Františkovy Lázně–Cheb eingerichtet und dient der besseren Erschließung der Kuranlagen. Dieser Halt ist ein Bedarfshalt.
Cheb ⊙
Der Bahnhof entstand 1865 als Gemeinschaftsbahnhof der Actiengesellschaft der bayerischen Ostbahnen, der Königlich Bayerischen Staatseisenbahnen und der Voigtländischen Staatseisenbahn. Gebaut wurde er von den Königlich Bayerischen Staatseisenbahnen. 1870 kam die B.E.B. mit der Bahnstrecke Chomutov–Cheb, 1872 die Kaiser Franz Josephs-Bahn mit der Bahnstrecke Plzeň–Cheb und 1881 die Bahnstrecke Nürnberg–Cheb hinzu. Jede Bahngesellschaft besaß eigene Anlagen und Hochbauten im Bahnhof, so waren beispielsweise vier verschiedene Lokschuppen vorhanden. Zahlreiche Sonderregelungen zwischen den einzelnen Gesellschaften vereinfachten den komplizierten Betrieb auf dem Gemeinschaftsbahnhof etwas.
Aufgrund der Bestimmungen nach dem Zweiten Weltkrieg musste der jeweilige Staat die Betriebsführung auf seinem Territorium übernehmen, der Sonderstatus des Bahnhofs mit der Betriebsführung durch die Deutsche Reichsbahn endete damit. Die Československé státní dráhy übernahmen den Bahnhof 1946 vollständig.

### Ingenieurbauten
Syratalbrücke ⊙
Die Syratalbrücke bei Streckenkilometer 1,850 ist das zweitgrößte Viadukt der Strecke. Das elfbogige Brückenbauwerk aus Granit ist 210 Meter lang und 33 Meter hoch. Die lichte Weite liegt zwischen 10 und 17 Metern.
(Kloschwitztalviadukt) Rosenbachbrücke ⊙
Die fünf Öffnungen des Kloschwitztalviadukts bei Streckenkilometer 6,165 hatten eine lichte Weite von 15 Metern. Das Viadukt hatte eine Gesamtlänge von 96 Metern. Am Ende des Zweiten Weltkriegs wurde der erste Brückenbogen von der Wehrmacht gesprengt, später wurde er in fast unveränderter Form wieder aufgebaut. Lediglich die Pfeiler wurden etwas verstärkt.
2009 wurde dann das Kloschwitztalviadukt abgerissen und durch einen Neubau ersetzt, der nun Rosenbachbrücke heißt und eine lichte Weite von 88 Meter und eine Höhe von 12 Meter hat.
Rauntalviadukt ⊙

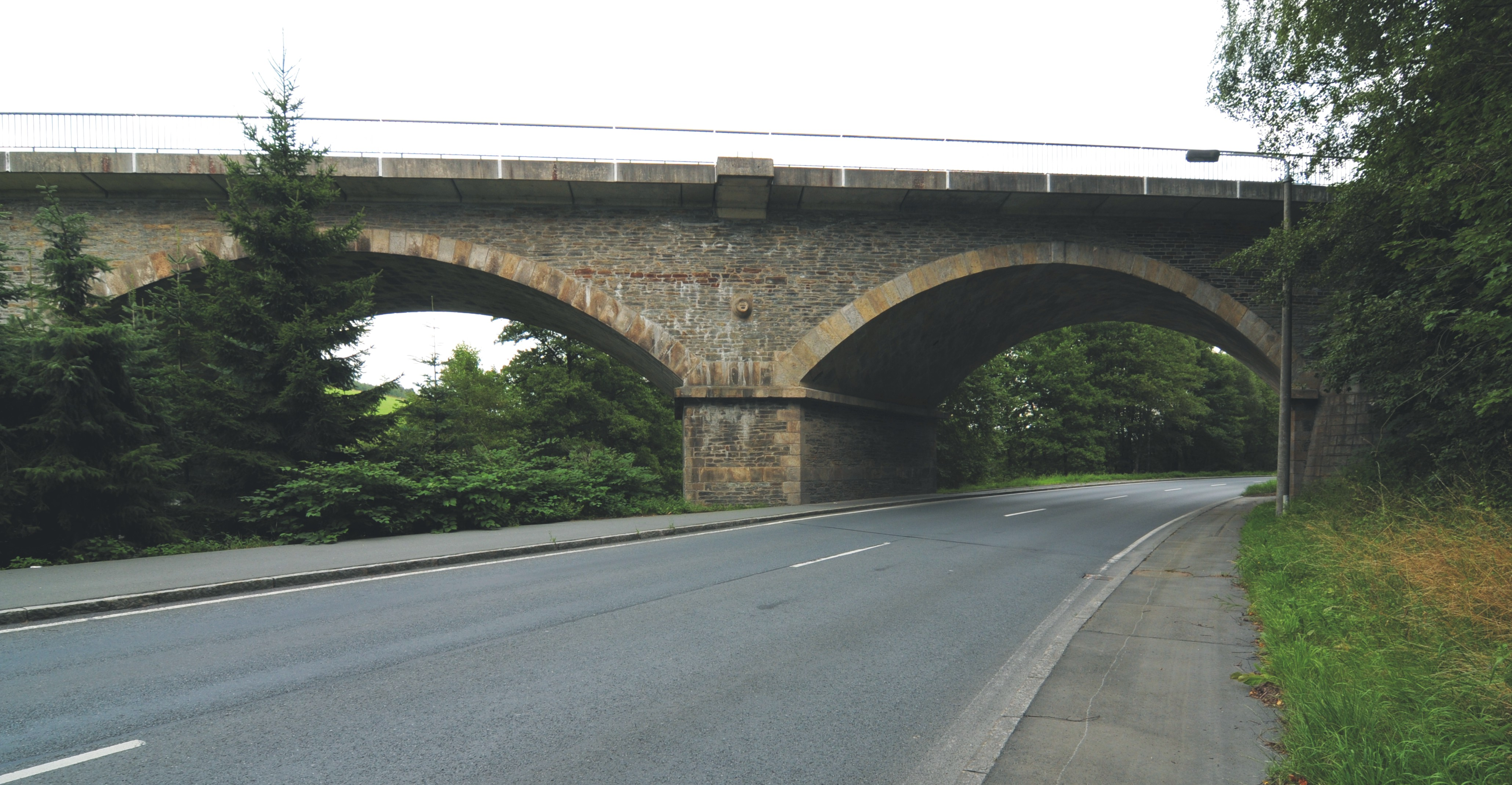
Rauntalviadukt

Mit dem Rauntalviadukt bei Streckenkilometer 35,952 überbrückt die Bahnstrecke das Rauntal mit dem Rauner Bach und die B 92. Es kostete knapp 60 000 Taler und ist 111 Meter lang. Die lichte Weite liegt zwischen 12 und 18 Metern, die lichte Höhe zwischen 8 und 13 Metern.
Egerviadukt ⊙
Das rund 350 Meter lange und 25 Meter hohe Egerviadukt ist das größte Brückenbauwerk der Strecke. An die Brücke schließen sich beiderseits größere Stützmauern an.

## Fahrzeugeinsatz

### Triebfahrzeuge
Im Personenverkehr kam anfangs die Gattung III zum Einsatz, der Güterverkehr wurde mit der Gattung V abgewickelt. In den 1870er Jahren wurden zusätzlich die Gattungen H VI, H VIa und K VIII für Schnellzüge, die Gattung H IIIb für Personenzüge, die Gattungen H V und Schw V für Güterzüge und die Gattungen H VII, H III und H IIIb für gemischte Züge eingesetzt.
Ende der 1890er Jahre kamen erstmals Lokomotiven der Gattung VIII V 1 zum Einsatz, sie bespannten die Schnellzüge noch bis in die 1920er Jahre (dann schon unter ihrer DR-Nummer 13.15/71). Vor Personenzügen lief im selben Zeitraum die Gattung VIII V 2 (Baureihe 36.9–10). Selbst die Gattung IIIb (Baureihe 34.77–78), die vor 1900 größere Teile des Personenzugverkehrs übernommen hatte, hielt sich auf der Strecke noch bis in die 1920er Jahre. Im Güterzugverkehr kamen zu dieser Zeit noch die Gattungen V (Baureihe 53.82) und V V (Baureihe 53.6–7) zum Einsatz. Die Gattungen VII T und V T wurden lediglich als Rangierlokomotiven eingesetzt.
Noch vor dem Ersten Weltkrieg kamen Loks der Gattung XII H2 (Baureihe 38.2–3) zwischen Plauen und Eger zum Einsatz, diese Gattung ersetzte in den folgenden Jahren die anderen Gattungen nahezu ganz und prägten das Streckenbild in den nächsten Jahrzehnten. Im Güterverkehr verdrängten die Gattungen IX V (Baureihe 56.5–6), XI V (Baureihe 57.0–2) und XIII H (Baureihe 58.4) die bisher dominierenden Gattungen.
Nach Gründung der Deutschen Reichsbahn kamen auch Fahrzeuge anderer Länderbahnen auf der Strecke zum Einsatz. Die Baureihe 38.2–3 wurde durch Lokomotiven der Baureihe 38.10–40, die Baureihe 58.4 durch baugleiche Lokomotiven der Baureihe 58.10–21 ergänzt.
Nach dem Zweiten Weltkrieg fuhren auch Tenderlokomotiven der Baureihen 75.5 und 86 auf der Strecke, daneben wurden die Züge auch mit der Baureihe 50 bespannt. Im Güterverkehr wurden auch die Baureihen 52 und 58 eingesetzt und Schnellzüge aus unterschiedlichen Triebwagen gebildet. Der Traktionswandel begann in den 1960er Jahren, als alle Dampflokomotiven (bis auf die Baureihe 50) von Dieselloks der Baureihen V 180 (eingesetzt ab 1966) und V 200 (ab 1968) abgelöst wurden.
Ab den 1980er Jahren kam auch die Baureihe 132 zum Einsatz, seit Ende der 1990er nur noch im Güterverkehr. Der Personenverkehr wurde seitdem durch RegioSprinter, RegioShuttle RS1 und Desiro der Vogtlandbahn abgewickelt. Heutzutage verkehren auf der Linie RB2 zwischen Zwickau und Cheb mehrheitlich RegioShuttle. Ersatzweise fahren innerhalb Deutschlands auch Triebwagen des Typs RegioSprinter.
Auf tschechischer Seite verkehrt das morgendliche Zugpaar aus Cheb nach Plesná mit Triebwagen der ČD-Reihe 814. Zwischen Cheb und Františkovy Lázně bzw. weiter nach Aš verkehren Triebwagen der ČD-Baureihen 814 sowie 844. Grenzüberschreitend kommen auf der Linie RB 95 Dieseltriebwagen der Reihe 1648 1648 der Länderbahn zum Einsatz.

### Wagen
Für Personenzüge wurde in den 1880er Jahren die Dampfheizung eingeführt. Zwischen 1893 und 1895 erhielten die Reisezugwagen Druckluftbremsen, damit stand in jedem Wagen eine richtige Notbremse zur Verfügung. Bereits ab 1886 konnten die Reisenden mit einer zur Lok führenden Kommunikationsleine ein Notsignal an den Lokführer geben. Schnellzüge waren ab 1905 elektrisch beleuchtet, bei Personenzügen dauerte die Einführung der elektrischen Beleuchtung bis November 1913.